# Saló Internacional del Còmic de Barcelona de 2019
La 37a edició del fins ara anomenat Saló Internacional del Còmic de Barcelona, a partir del 2019 37 Comic Barcelona, se celebrà entre el divendres 5 i el diumenge 7 d'abril als palaus 1, 2, 5 i a la plaça Univers de la Fira de Barcelona a Montjuïc.
Ocupà una superfície total de 52.000 m², establint així un nou rècord d'espai i superant en 2.000 m² la superfície de l'edició de 2018.

## Novetats
El saló canvià el seu nom per a passar a denominar-se "Comic Barcelona", amb un logotip nou, com a símbol de la renovadora nova etapa iniciada sota la direcció de Meritxell Puig, que en l'anterior edició havia pres el relleu a Carles Santamaría. Segons Puig, «volem encetar una nova etapa en què, sense renunciar al que és la nostra essència, siguem més integradors, més actuals, més renovadors, més oberts a nous públics i, en definitiva, més adaptats als nous temps».
El nou certamen de la vinyeta potencià més la zona professional "Comic pro", estrenada en l'edició prèvia i dedicada a facilitar les relacions entre autors novells i editors. També es continuà impulsant la zona "Comic kids", un espai pedagògic plena de tota mena d'activitats adreçades al públic més petit. A més, aquesta edició estrenà l'espai "Alter ComicBarcelona", dedicat a potenciar les editorials petites, independents o noves, que pogueren exposar còmics i vendre les seves publicacions, permetent que així es poguessin donar a conèixer al públic. L'espai "Dibuixos per somriures", inaugurat en l'edició precedent, va repetir i un cop més diversos autors dibuixaren en directe i les seves obres foren seguidament subhastades. Els donatius van ser destinats a camps de refugiats repartits per Europa.
Una altra gran novetat la presentaren els premis, que incorporaren un nou guardó dedicat al millor còmic infantil i juvenil, i que comptà amb una dotació econòmica de 2.000 euros.
El certamen del còmic durà només tres dies, en lloc dels habituals quatre que sempre havia durat anteriorment. El dijous va caure del programa i el saló no va obrir les portes fins al divendres, clausurant el diumenge com de costum.

## Cartell

Cartell promocional de la il·lustradora Ana Galvañ.

El cartell, que havia siguit encarregat a la dibuixant i il·lustradora murciana Ana Galvañ, fou presentat el dijous 14 de febrer al centre cultural Arts Santa Mònica. Fou la segona vegada a la història que una dona s'encarregava d'il·lustrar el cartell del saló. La primera havia sigut Ana Miralles, responsable del cartell de l'edició de 2010.
Segons Galvañ, el cartell pretnia ser un homenatge als fanzines i mostrava a un grup de joves editant junts un fanzine. L'encàrrec del cartell li va donar l'oportunitat «de donar veu a […] un univers paral·lel que el gran públic no coneix, i que són aquests nois i noies que es reuneixen a casa seva per fer fanzines, amb pressupostos molt baixos, amb idees molt lliures i que tenen a veure amb la modernitat».

## Exposicions
- Stan Lee & the american comic book. Exposició sobre Stan Lee, mort el 12 de novembre de 2018. L'exposició va estar dividida en quatre seccions. La primera fou dedicada a la faceta de Stan Lee com a guionista, amb fitxes i imatges dels seus principals superherois, com Els Quatre Fantàstics, Hulk, Thor, Spiderman, Iron Man, X-Men, Els Venjadors, Daredevil o Silver Surfer, sense oblidar a malfactors com el Doctor Doom, Doctor Octopus, Magneto, Green Goblin, etc. La segona dedicada a l'evolució del comic book sota la influència de Stan Lee, citant les editorials més importants: DC Comics, Marvel Comics, Dark Horse, First Comics, Valiant, etc. La tercera part fou dedicada a dibuixants espanyols als Estats Units, abm una mostra d'originals i reproduccions. Finalment, la quarta secció va estar reservada a la iniciativa solidària "dibuixos per somriures", en la qual diversos autors dibuixaren còmics en homenatge a Stan Lee. Les obres foren posteriorment subhastades. L'exposició sobre Stan Lee fou comissariada pel divulgador de còmic Antoni Guiral.

- Vibracions underground: interferències entre còmic i rock and roll. Exposició que indagà en l'estreta relació entre els autors del còmic underground i alternatiu i el rock, amb vinils i portades de còmics, entre d'altres, d'autors com Robert Crumb, Gilbert Shelton, Nazario, Ceesepe, Xavier Mariscal, Miguel Gallardo, Max, Peter Bagge, Daniel Clowes, Charles Burns o Miguel Ángel Martín. L'exposició fou comissariada per Javier Panera.

- Joso, The expo. Exposició en homenatge al 80è aniversari de l'humorista gràfic Josep Solana, conegut per Joso. A més de dibuixant de còmics i publicista, el 1982 Joso va fundar l'escola de còmics Joso, la qual imparteix classes de còmic, humor gràfic, il·lustració, disseny gràfic, animació i altres disciplines relacionades amb el dibuix. L'exposició mostrà les col·laboracions de Joso amb les revistes El DDT, Tío Vivo, Pulgarcito o a TVE, entre d'altres.

- 20 anys del Concurs de Còmic de Nou Barris. Amb motiu de l'aniversari del concurs de còmic de Nou Barris el centre cívic Can Verdaguer va preparar una recopilació de les obres guanyadores de les passades edicions.

- La diligència. Exposició que va mostrar una versió de l'àlbum de Lucky Luke La diligència, de Morris i Goscinny. En el projecte hi van participar un total de 44 alumnes, cadascú dels quals va redibuixar una pàgina del còmic, respectant el guió però amb una nova interpretació gràfica de l'àlbum original. L'exposició fou el resultat d'un projecte conjunt entre l'Escola Joso de Barcelona i l'École ENAAI de Chambéry.

- Otros mundos. Exposició formada per desenes d'originals que els autors convidats al certamen del 9è art van anar dibuixant al llarg de l'edició expressament per a l'ocasió. Seguidament, tots els originals van ser subhastats i els beneficis anaren a parar a l'associació benèfica Dibujos Por Sonrisas. A més de l'exposició i la subhasta, l'associació també va presentar i posar a la venda la novel·la gràfica Diferente, que comptà amb l'ajuda de més de 140 autors i tenia per objectiu finançar els projectes solidaris de l'associació.

- Spirou4rights. Exposició que celebrà el 70è aniversari de la Declaració Universal dels Drets Humans. Comptà amb l'ajuda dels autors de la revista Spirou (que feia 80 anys), creadors de sèries com Els Barrufets, Lucky Luke o Sergi Grapes, que van dibuixat una pàgina de còmic per cadascun dels 30 articles de la Declaració Universal dels Drets Humans. L'exposició fou organitzada per l'editorial Dupuis i l'Oficina de l'Alt Comissionat de les Nacions Unides per als Drets Humans, amb l'ajuda de Dibbuks i Comic Barcelona.

- VIII Concurs Escolar Còmic 2019. Exposició que recollí les obres guanyadores i finalistes del concurs escolar còmic Barcelona, convocat pel Departament d'Educació de la Generalitat de Catalunya i el Còmic Barcelona.

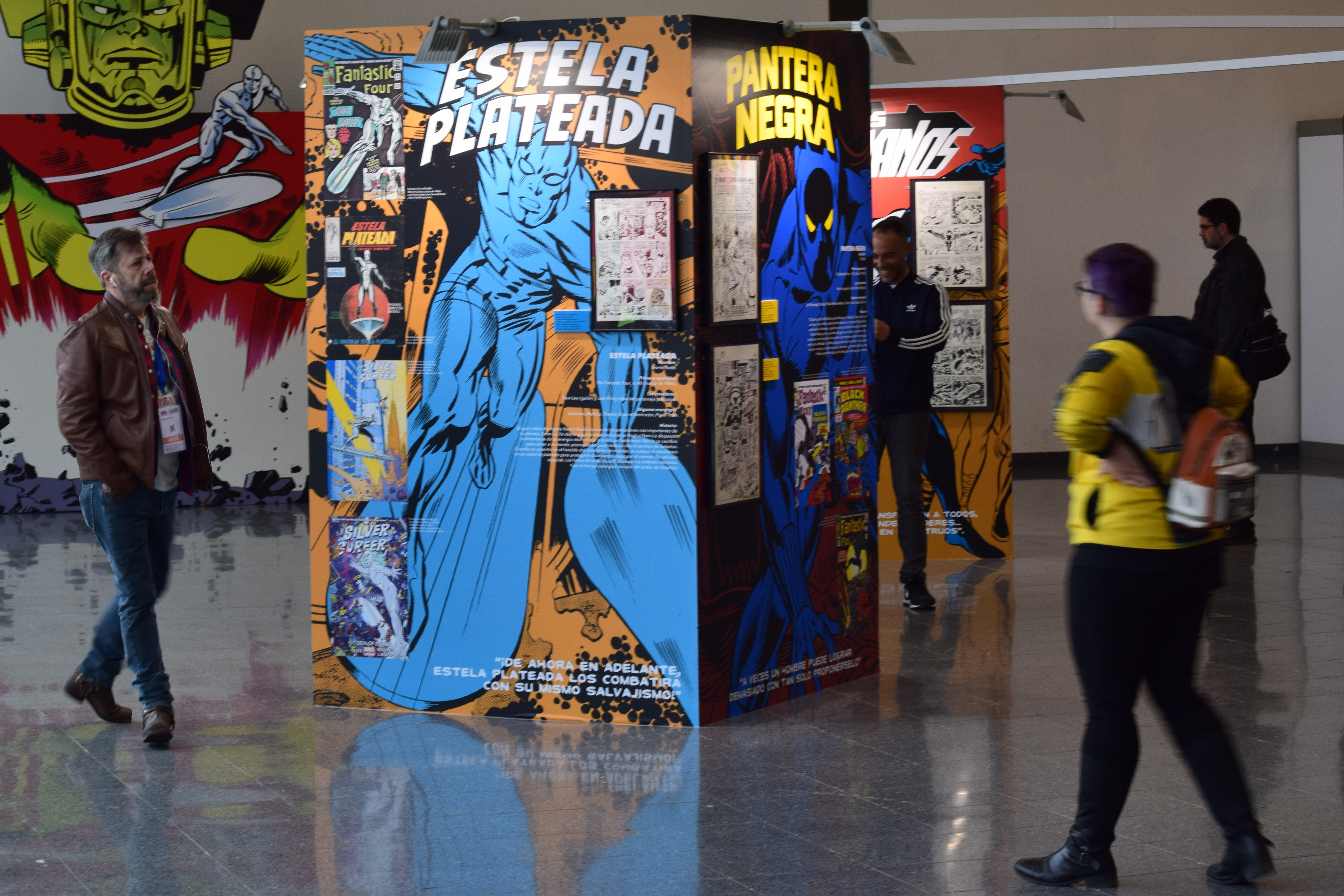
Carlos Pacheco a "Stan Lee & the american comic book".
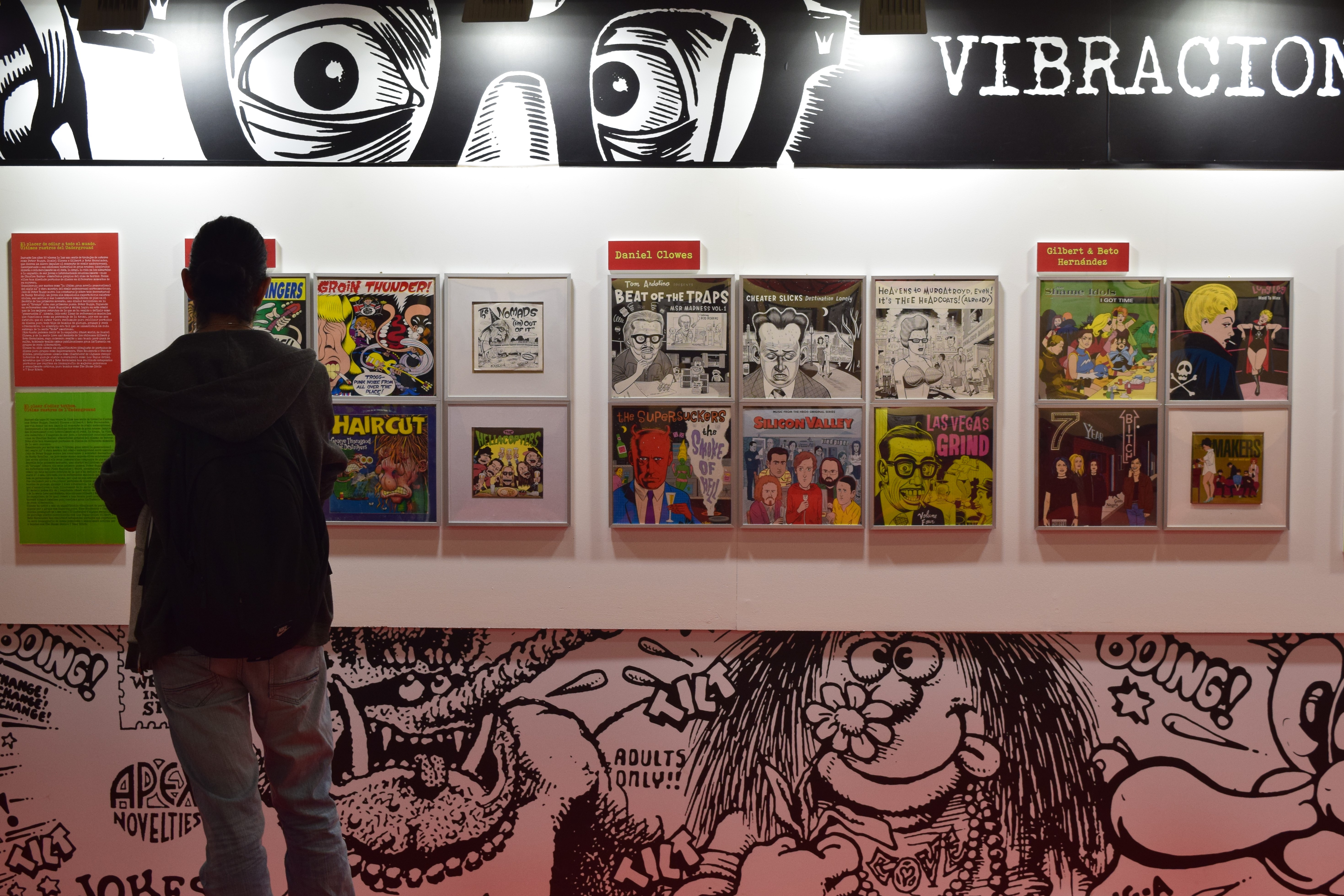
Exposició "Vibracions underground", detall.
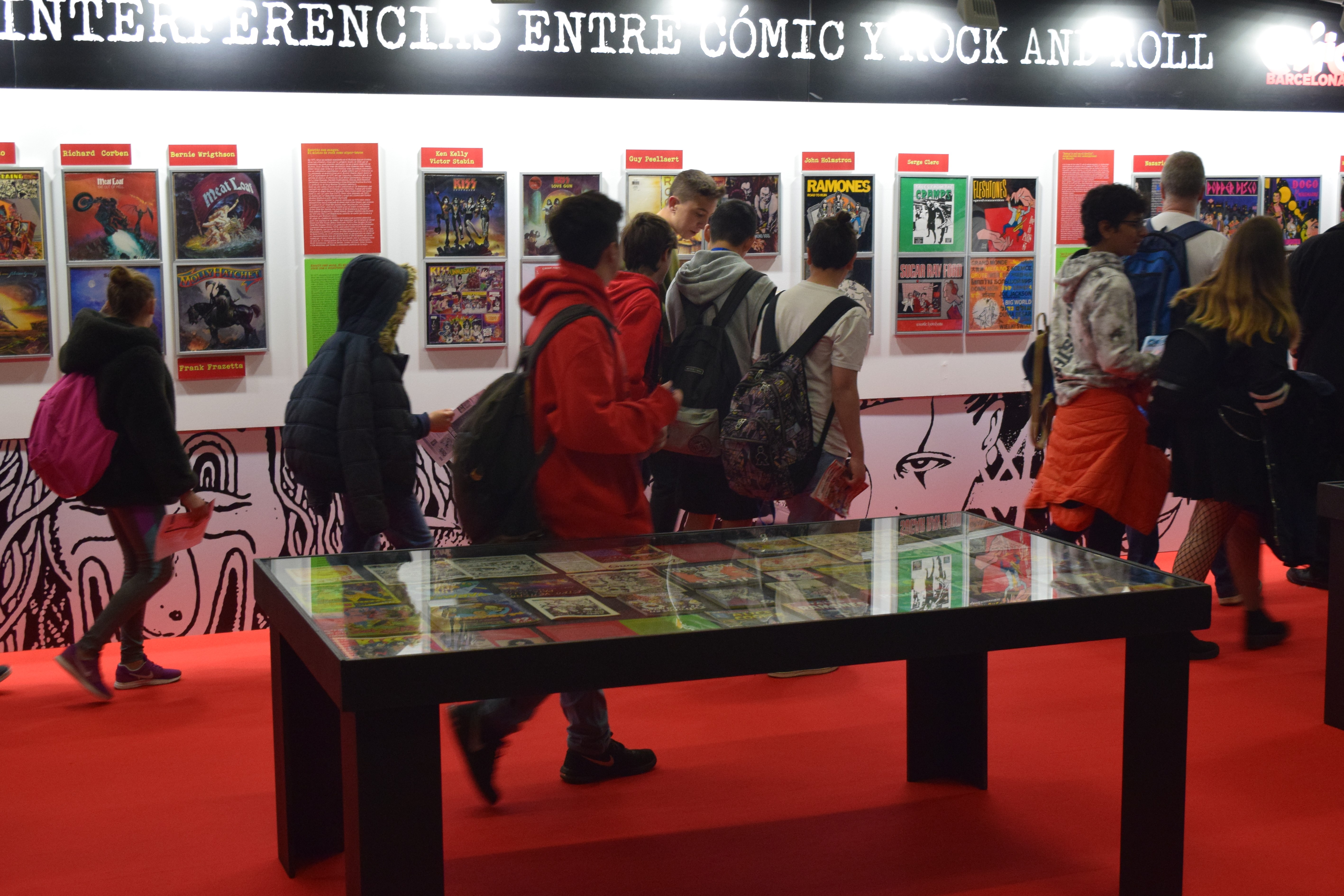
Exposició "Vibracions underground", taula amb vinils.
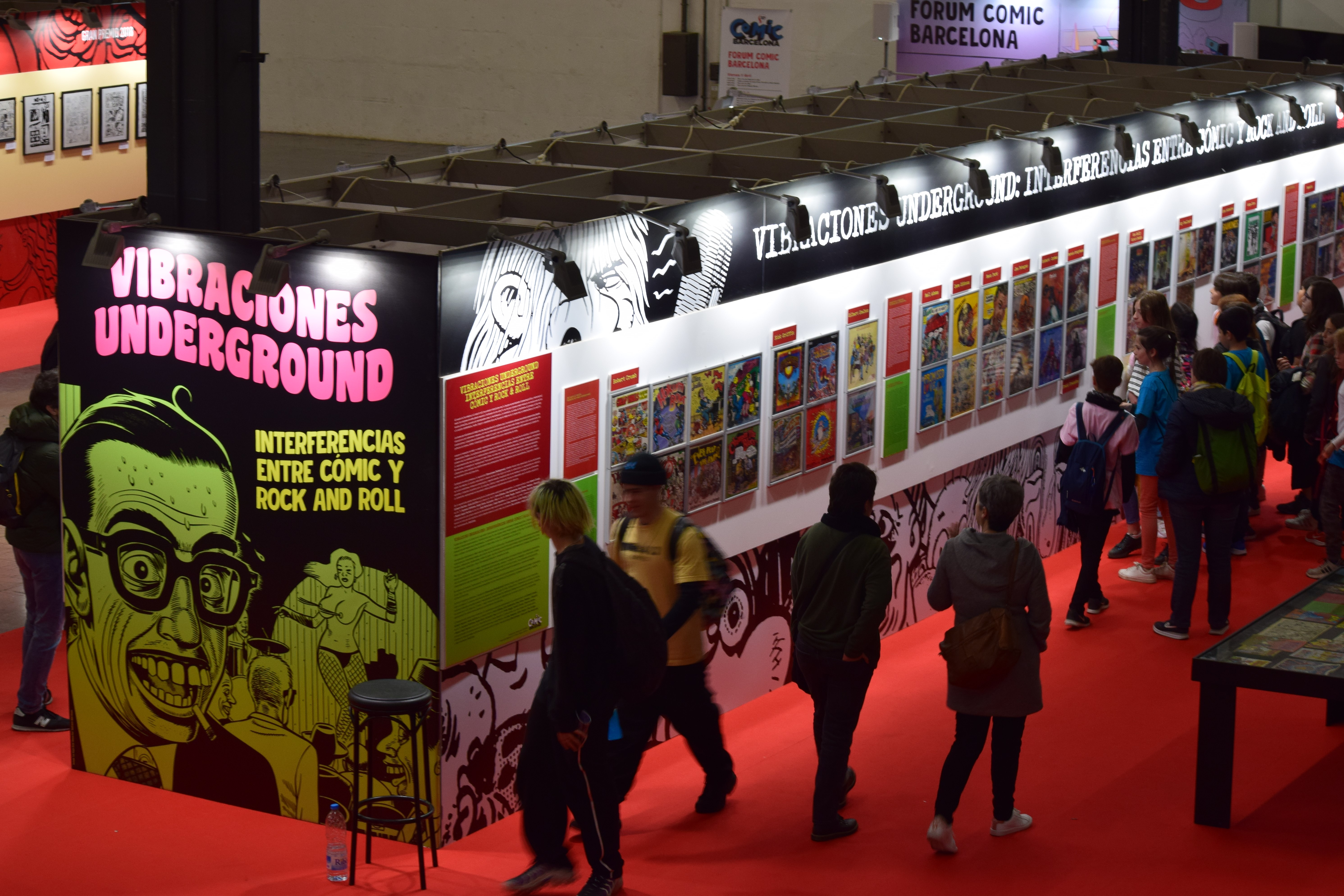
Exposició "Vibracions underground", vista general.
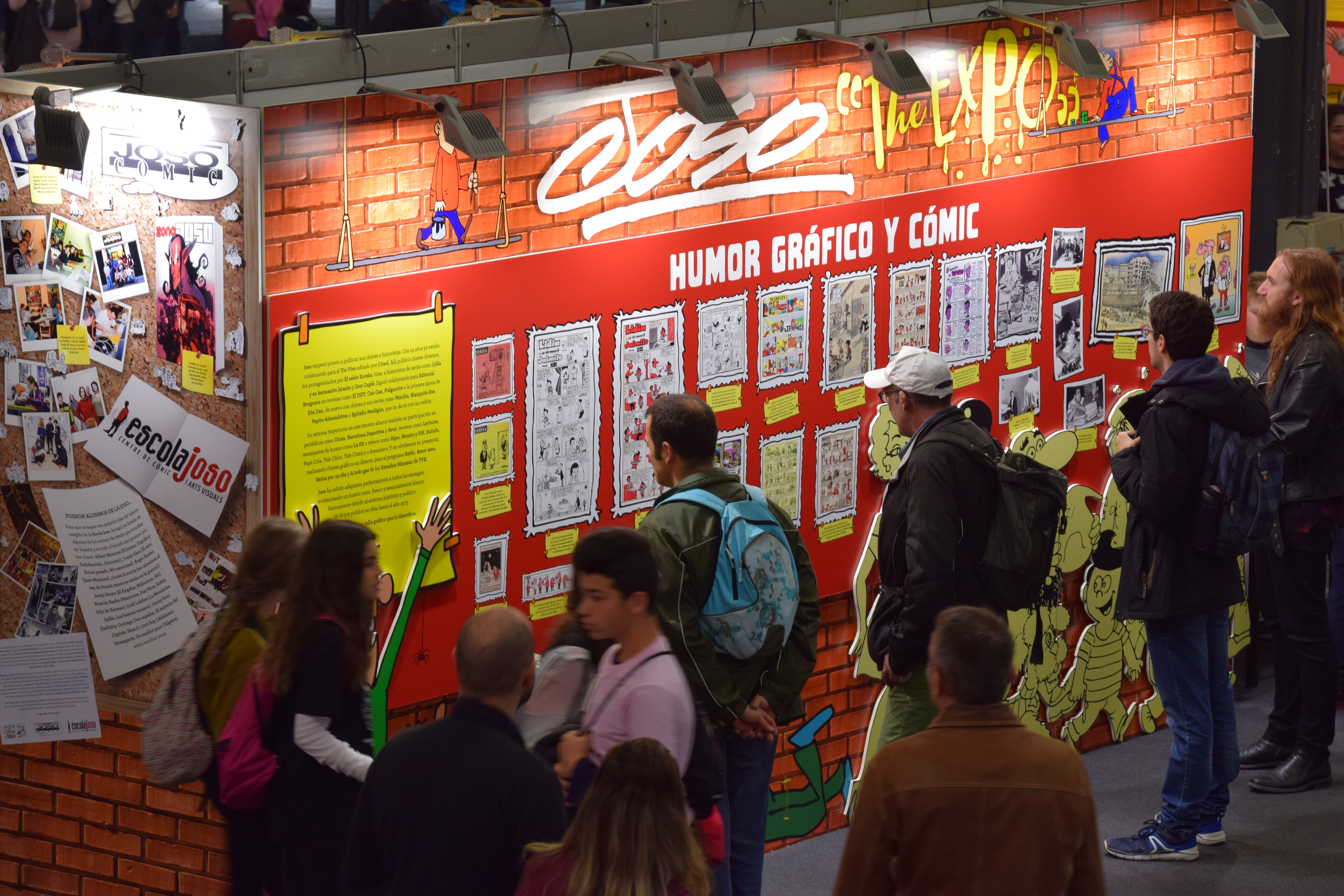
Exposició "Joso, the expo".
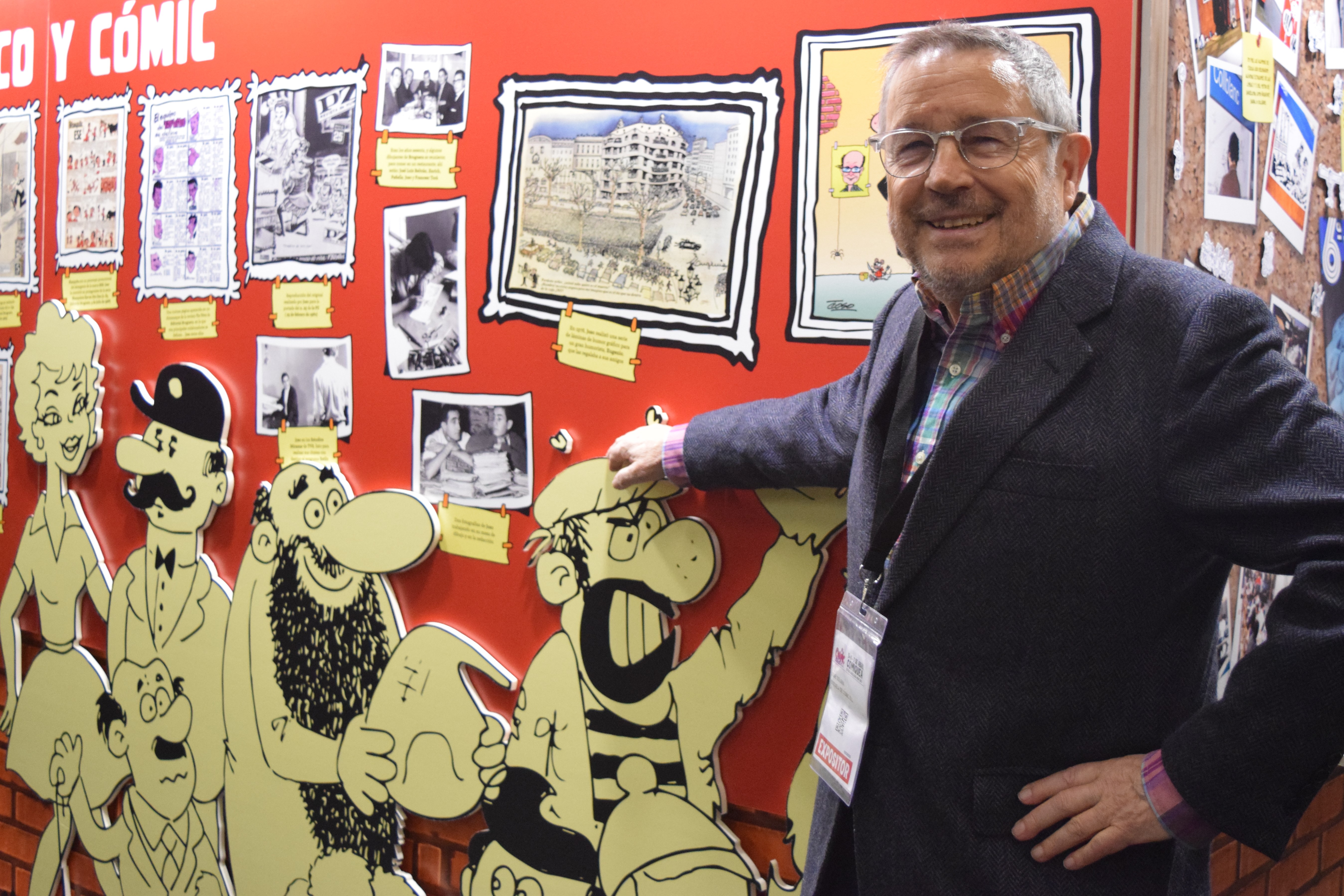
Josep Solana a "Joso, the expo".

### Exposicions dels premis del Saló de 2018
- Laura Pérez Vernetti, la resistència poètica. Exposició antològica de l'obra de Laura Pérez Vernetti, darrera Gran Premi del Saló. L'exposició va estar dividida en quatre blocs que mostraven els diferents aspectes de l'obra de l'autora: erotisme, còmic experimental, il·lustracions i literatura en vinyetes. Entre els 50 originals que componien l'exposició, hi havia vinyetes d'obres com El toro blanco, Susana, El brillo del gato negro, Macandé, Pessoa & Cia, El caso Maiakovski, Poèmic, Las vidas imaginarias i una selecció de les seves il·lustracions per a llibres i revistes.

- Pinturas de guerra. Exposició dedicada al còmic Pinturas de guerra de l'autor Ángel de la Calle, que fou proclamat millor obra del Saló de 2018.

- Estamos todas bien. Exposició dedicada a Ana Penyas, autora revelació de 2018 pel còmic Estamos todas bien. A més, per aquesta mateixa obra Penyas va obtenir el Premi Nacional del Còmic. L'exposició va incloure un apartat dedicat a les dues àvies de l'autora, protagonistes del còmic.

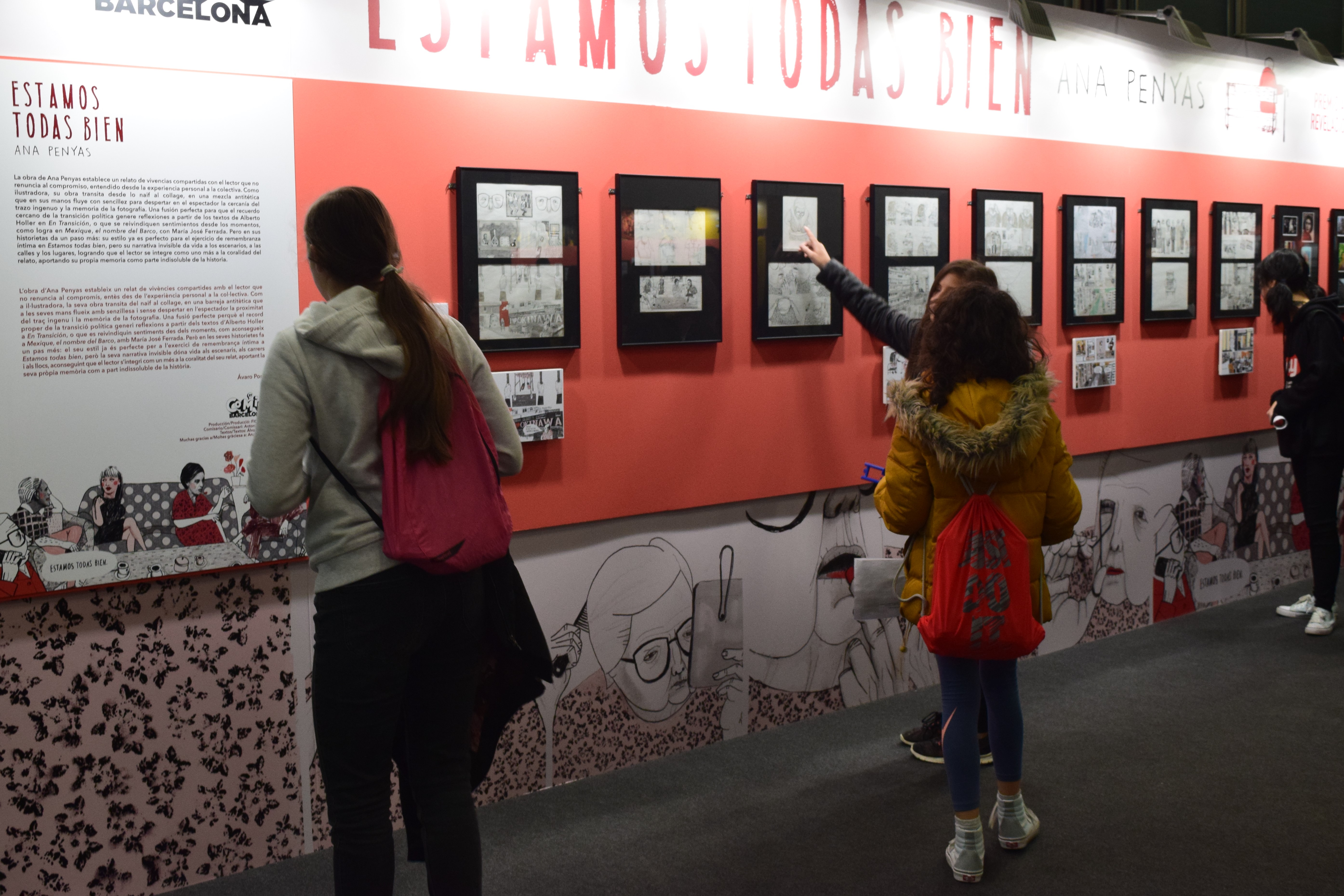
Estamos todas bien, d'Ana Penyas.
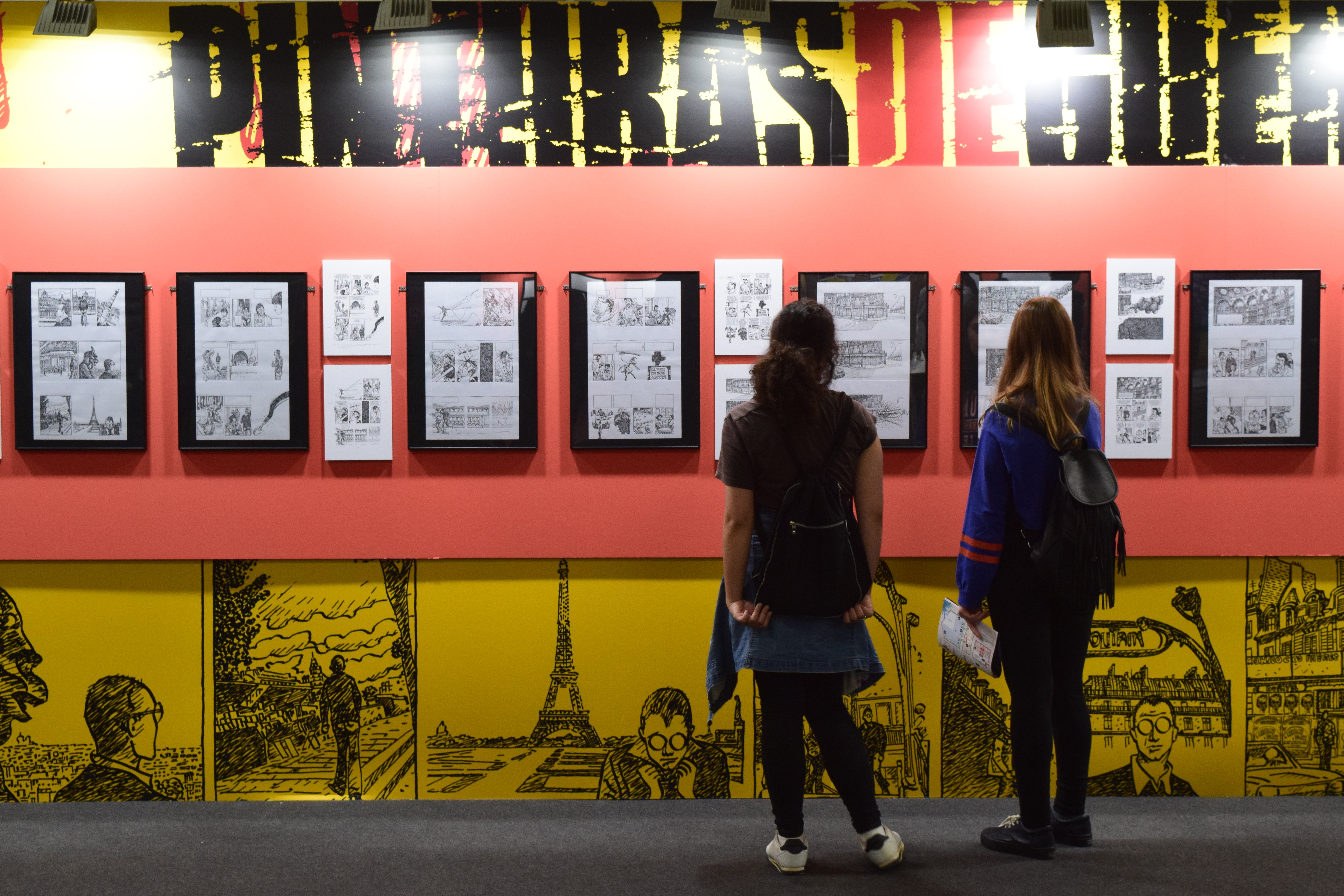
Pinturas de guerra, d'Ángel de la Calle.
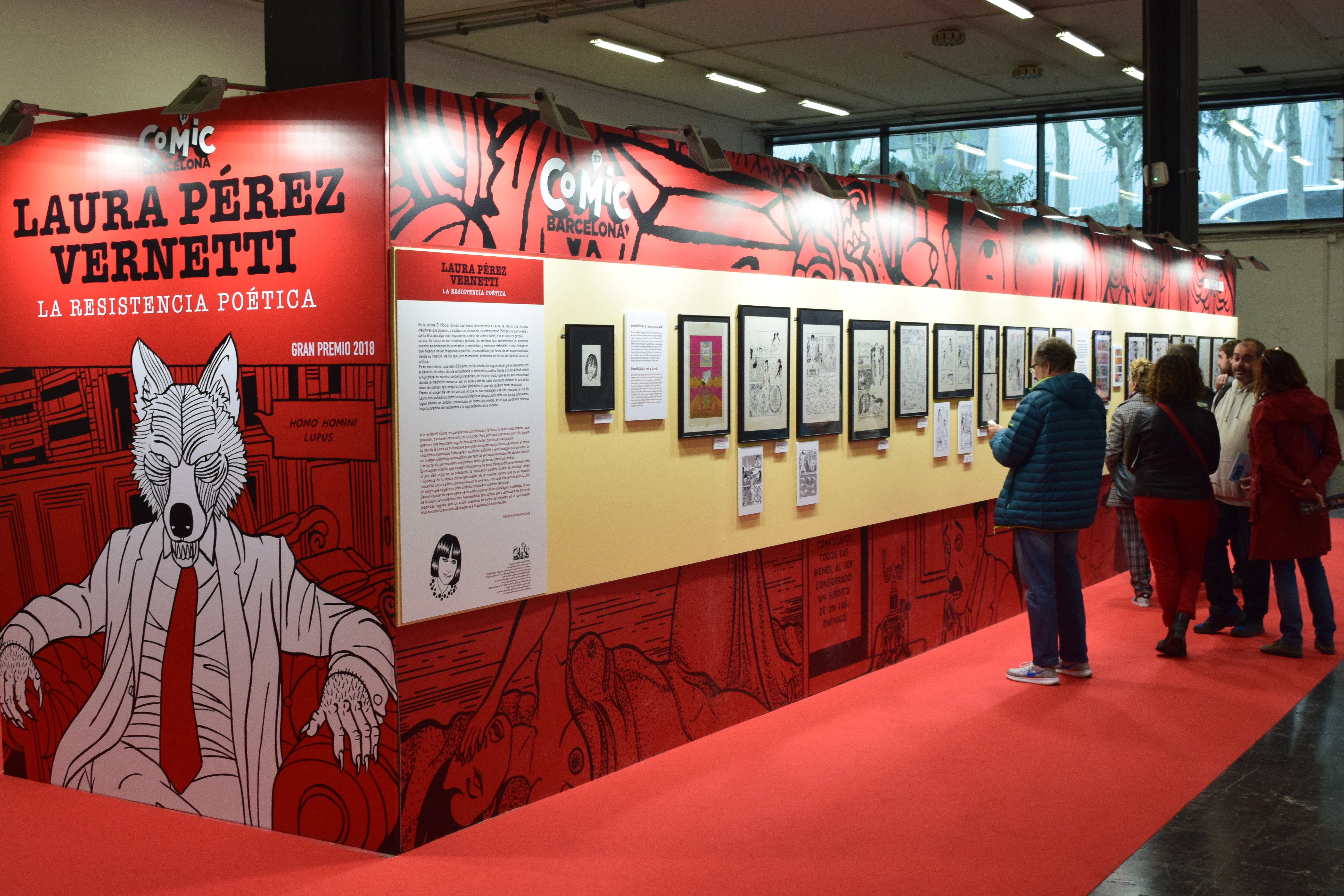
Exposició antològica dedicada a Laura Pérez Vernetti.
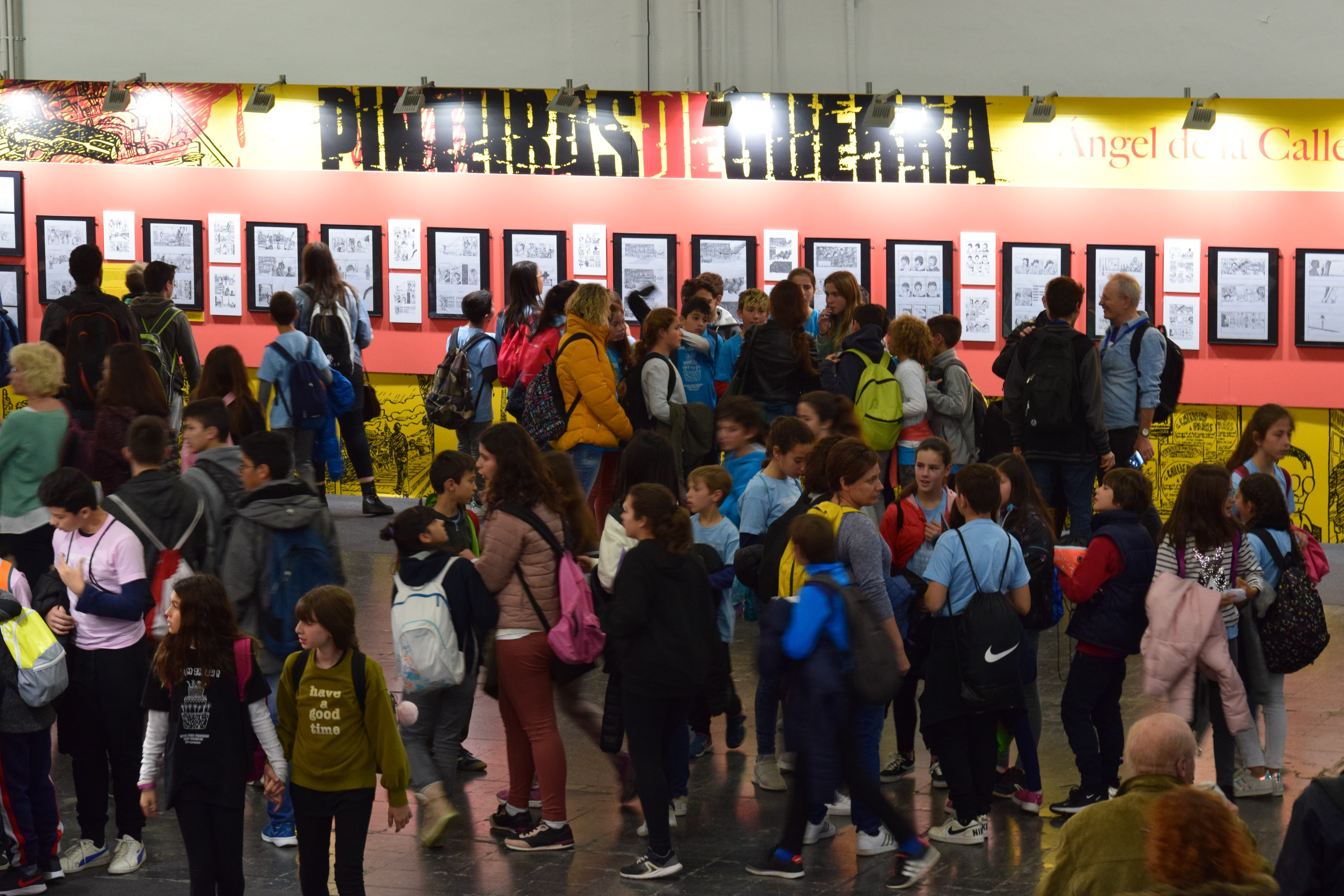
Pinturas de guerra, d'Ángel de la Calle, amb el mateix autor.
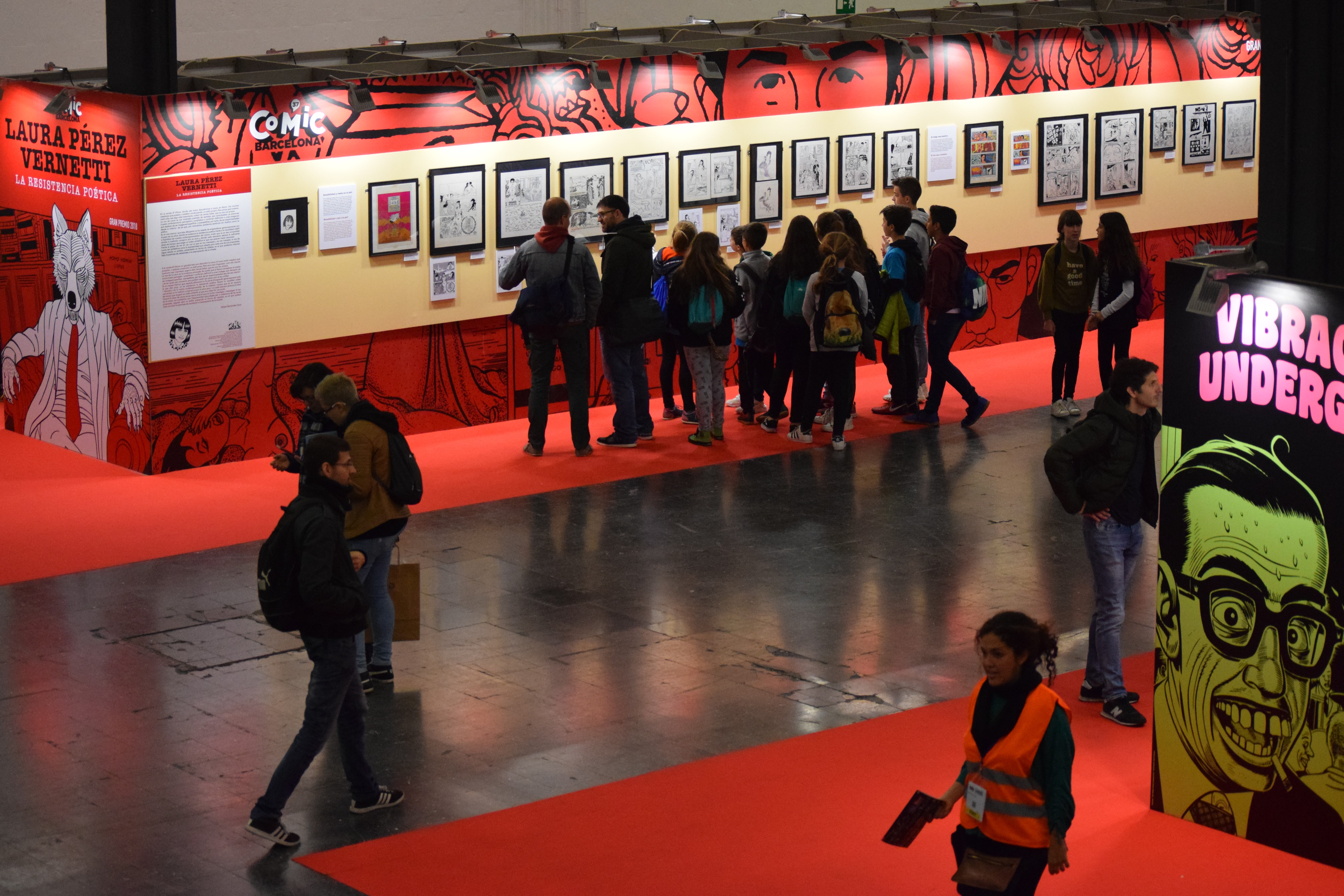
Exposició "Laura Pérez Vernetti", vista general.

### Exposicions fora del recinte firal
- Les noves aventures de Corto Maltés. Exposició centrada en els treballs del guionista Juan Díaz Canales i del dibuixant Rubén Pellejero, que amb els còmics Bajo el sol de medianoche (2015) i Equatoria (2017) han donat continuïtat al cèlebre personatge de Corto Maltès, creat per Hugo Pratt el 1967. L'exposició es podrà veure al Museu Nacional d'Art de Catalunya del 5 al 21 d'abril.

## Jurat
Enguany els membres del jurat el formen:
- Laura Pérez Vernetti (Gran Premi del Saló del Còmic 2018)
- David Maynar (Associació Professional d'Il·lustradors de Catalunya)
- Justo Barranco (periodista de La Vanguardia)
- Xavi Serra (Asociación de Críticos y Divulgadores de Cómics)
- Germán Puig (llibreter especialitzat, Norma Còmics)
- Juanjo Arranz (director de Programes i Cooperació del Consorci de Biblioteques de Barcelona)
- Antoni Guiral (crític, editor i comissari habitual d'exposicions del Saló)

## Palmarès

### Gran Premi del Saló
El Gran Premi del Saló, en reconeixement d'un autor espanyol viu amb una trajectòria professional d'almenys 25 anys, té una dotació econòmica de 10.000 euros. El guanyador fou el darrer guardó a donar-se a conèixer durant la cerimònia d'entrega dels premis del divendres.
- Antonio Altarriba

### Millor obra
Premi amb una dotació econòmica de 8.000 euros.
| Títol                      | Autor                      | Editorial       |
| -------------------------- | -------------------------- | --------------- |
| ¡Universo!                 | Albert Monteys             | Astiberri       |
| El tesoro del Cisne Negro  | Guillermo Corral Paco Roca | Astiberri       |
| Pulse enter para continuar | Ana Galvañ                 | Apa Apa Cómics  |
| Rey Carbón                 | Max                        | La Cúpula       |
| The Black Holes            | Borja González             | Reservoir Books |

### Millor obra estrangera
Premi sense dotació econòmica.
| Títol                                | Títol original                   | Autor                         | Editorial          | País            |
| Berlín libro 3. Ciudad de luz        | Berlin Book Three: City of Light | Jason Lutes                   | Astiberri          | Estats Units    |
| El hombre garabateado                | Homme gribouillé                 | Serge Lehman Frederik Peeters | Astiberri          | França · Suïssa |
| La tierra de los hijos               | La terra dei figli               | Gipi                          | Salamandra Graphic | Itàlia          |
| El que més m'agrada són els monstres | My Favorite Thing Is Monsters    | Emil Ferris                   | Reservoir Books    | Estats Units    |
| Pantera                              | Panter                           | Brecht Evens                  | Astiberri          | Bèlgica         |

### Autor revelació
Premi dotat amb 3.000 euros i patrocinat per la Fundació Divina Pastora.
| Autor                   | Títol                     | Editorial |
| ----------------------- | ------------------------- | --------- |
| Diego Corbalán (Magius) | El método Gemini          |           |
| Francisco Javier Galán  | Goya. Lo sublime terrible |           |
| Luis NCT                | Wahcommo                  |           |
| María Medem             | Cenit                     | Apa apa   |
| Pablo Caballo           | El espíritu del escorpión |           |

### Millor fanzine
Premi amb una dotació econòmica de 1.500 euros.
| Títol                    |
| ------------------------ |
| Altar Mutante            |
| Insert coin              |
| La máquina de albóndigas |
| Materia oscura           |
| Saxifono                 |

### Millor còmic infantil i juvenil
Premi amb una dotació econòmica de 2.000 euros.
| Títol                           | Autor                          | Editorial         |
| ------------------------------- | ------------------------------ | ----------------- |
| El árbol que crecía en mi pared | Lourdes Navarro                | Sallybooks        |
| GentPet                         | Álex Fuentes Damián Campanario | Dibbuks           |
| Super Patata                    | Artur Laperla                  | Mamut Comics Bang |
| Vampi                           | Jose Fonollosa                 | Grafito Editorial |
| Zorglub. La hija de Z           | Jose Luis Munuera              | Dibbuks           |

### Premi del Públic
Premi sense dotació econòmica.
- Desmesura (Edicions Bellaterra), de Fernando Balius i Mario Pellejer.

## Invitats internacionals
Barbara Yelin, Daniel Clowes, David Tako, Devin Grayson, Giuseppe Matteoni, Igor Kordey, Jérôme Hamon, Lee Bermejo, Mathieu Reynès, Matteo Scalera, Milo Manara, Olivier Schrauwen, Rafael Alburqueque, Timothé Le Boucher, Tute i Typex.

## Programa cultural

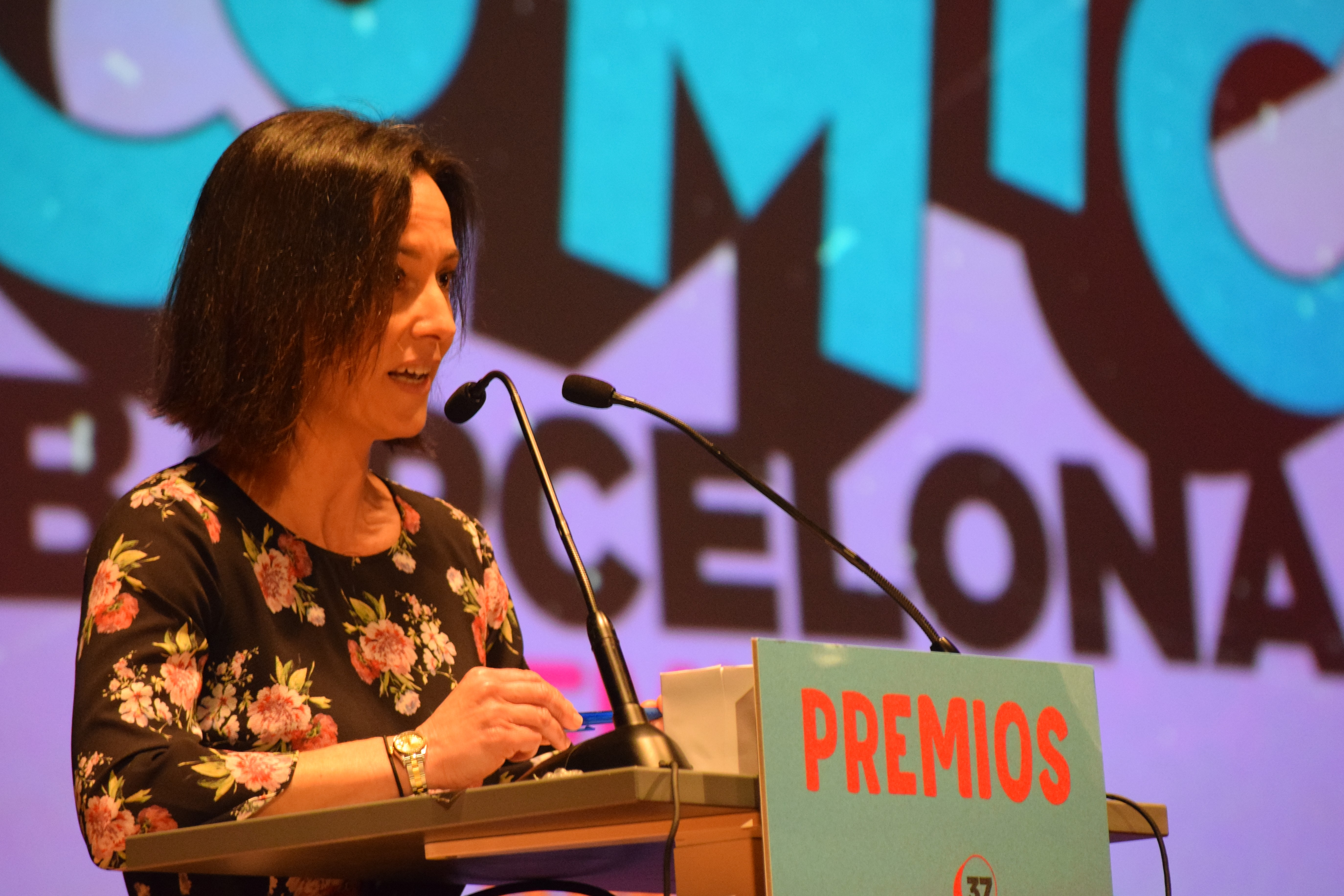
Meritxell Puig durant la cerimònia d'entrega dels premis.

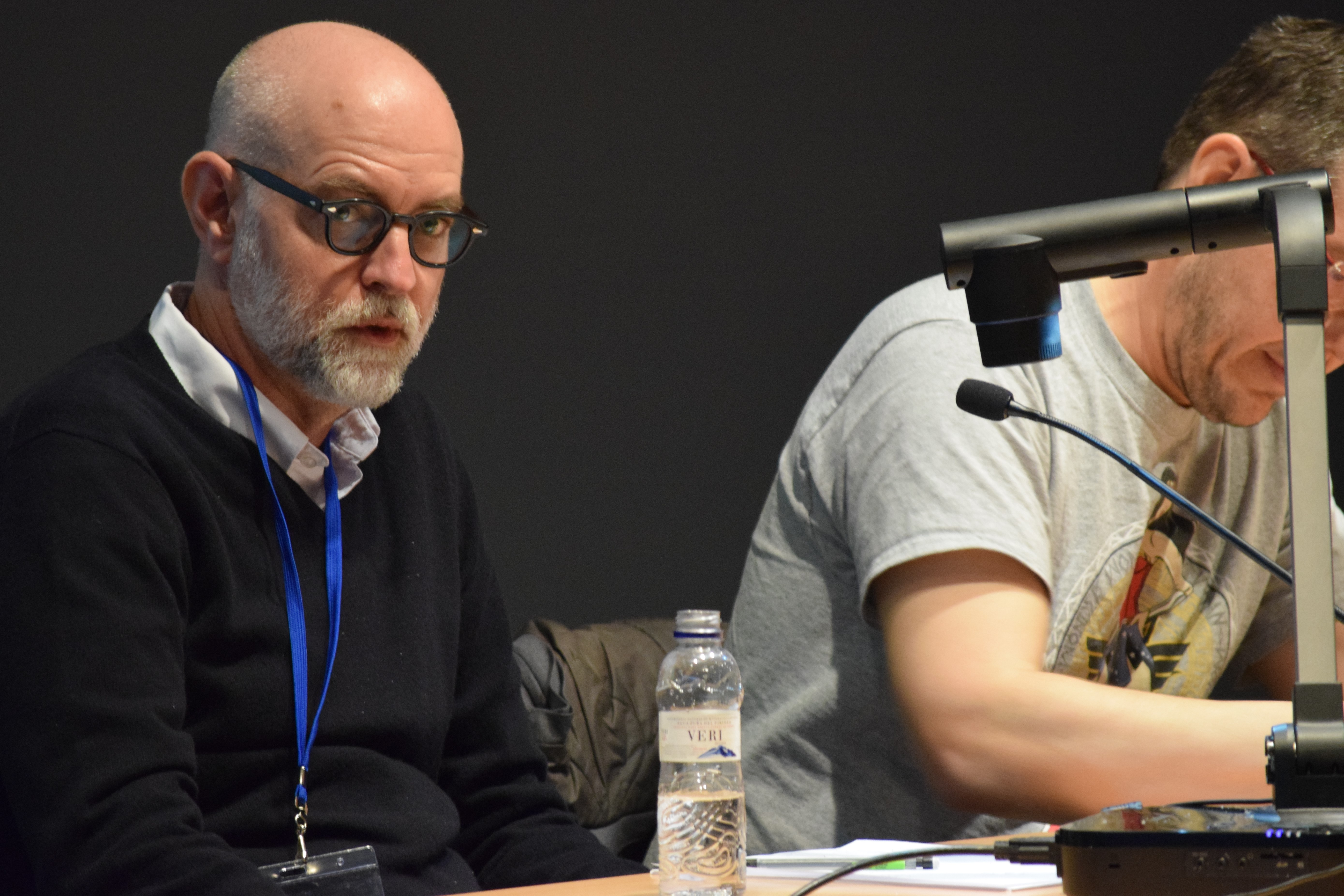
Daniel Clowes, la gran estrella de l'edició.

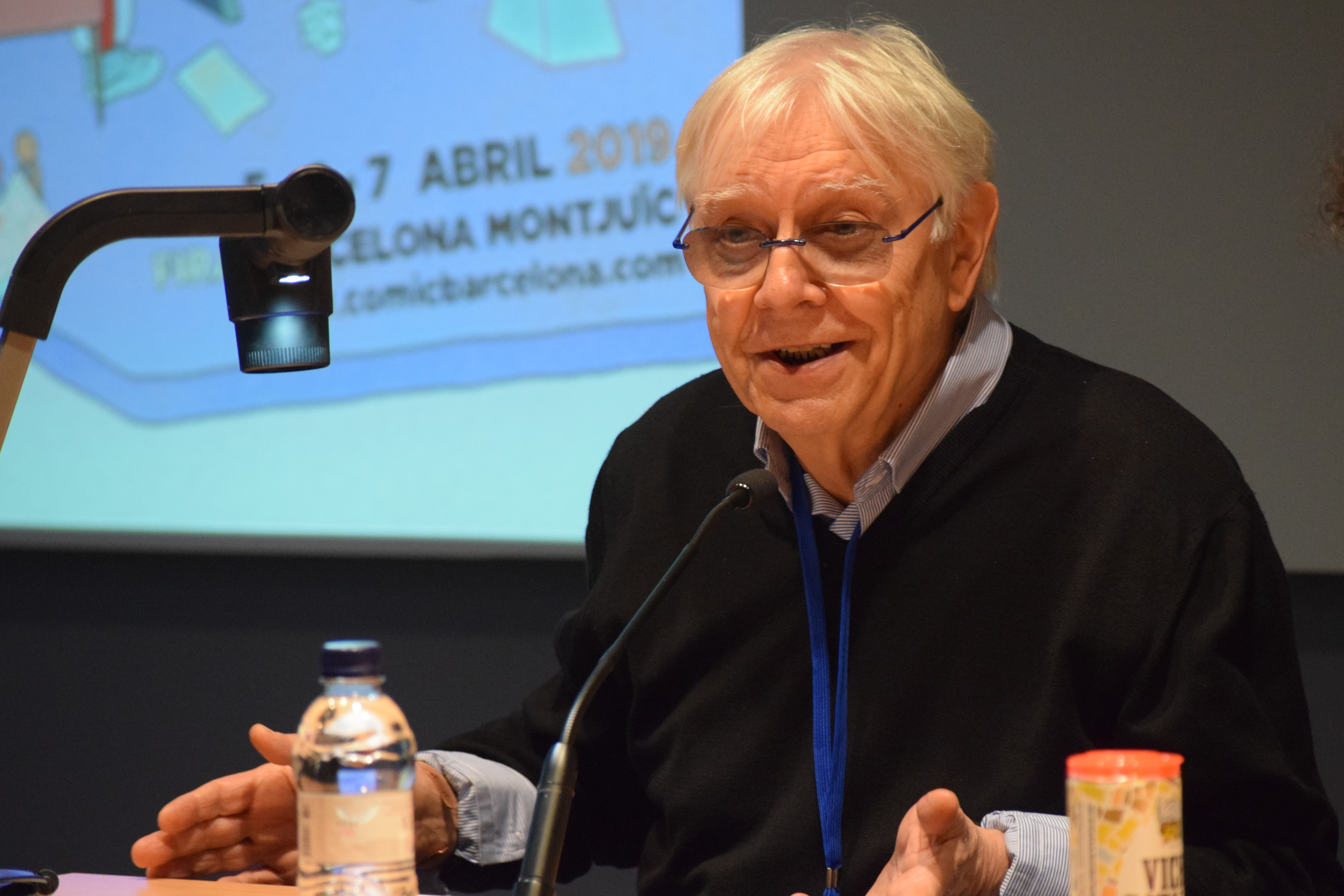
Milo Manara, l'altre gran protagonista.

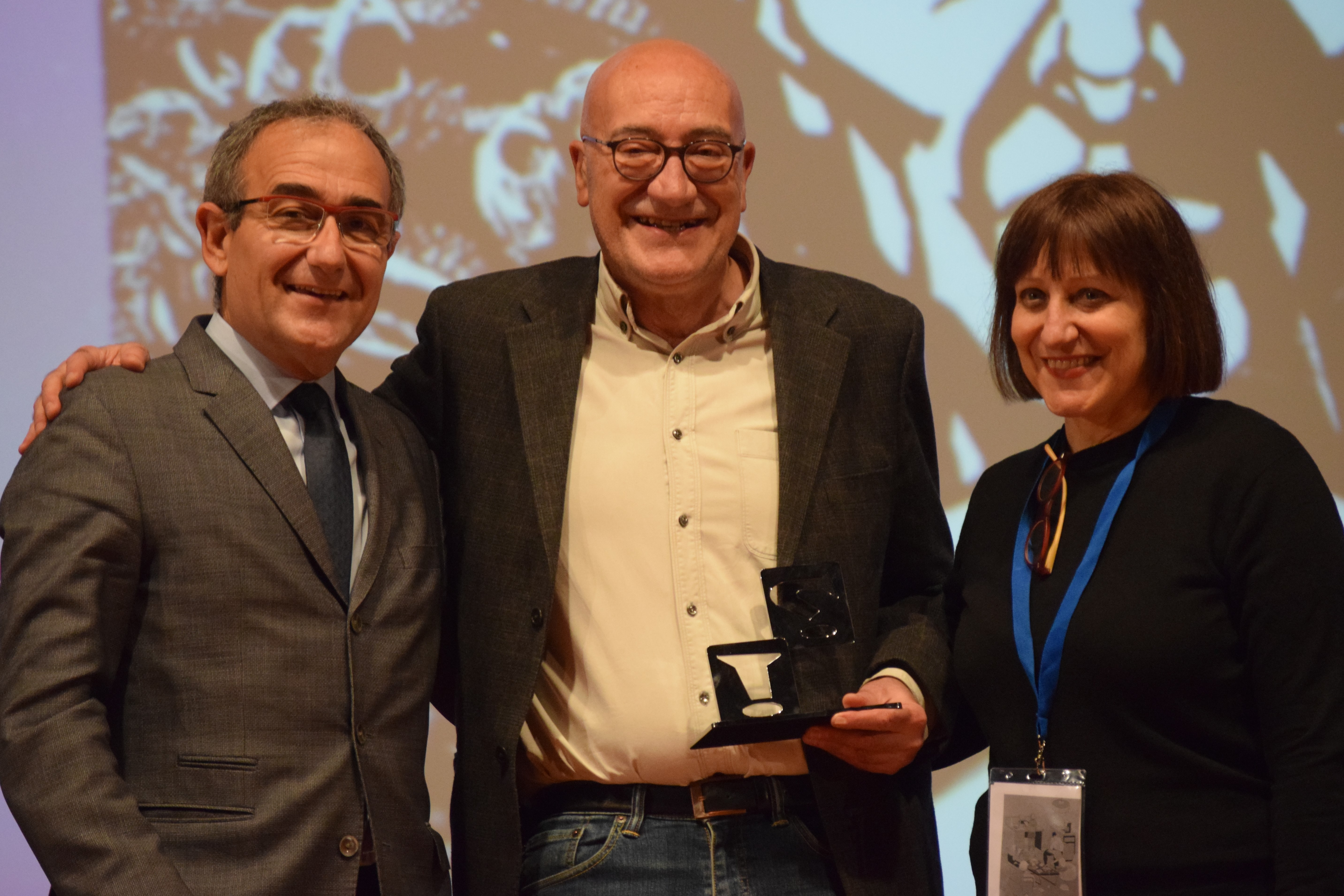
Antonio Altarriba, proclamat Gran Premi.

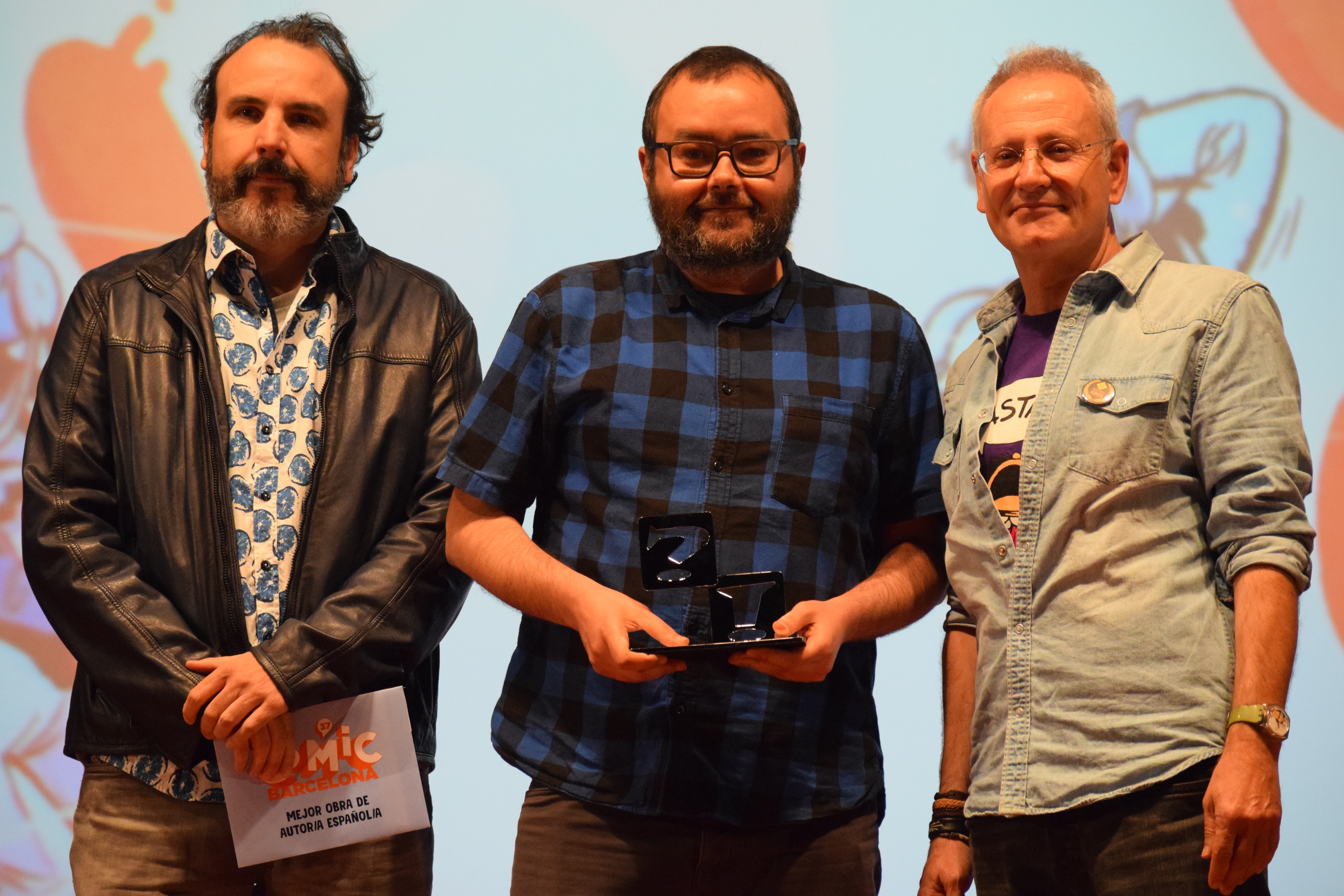
Albert Monteys, guanyador de la millor obra per ¡Universo!.

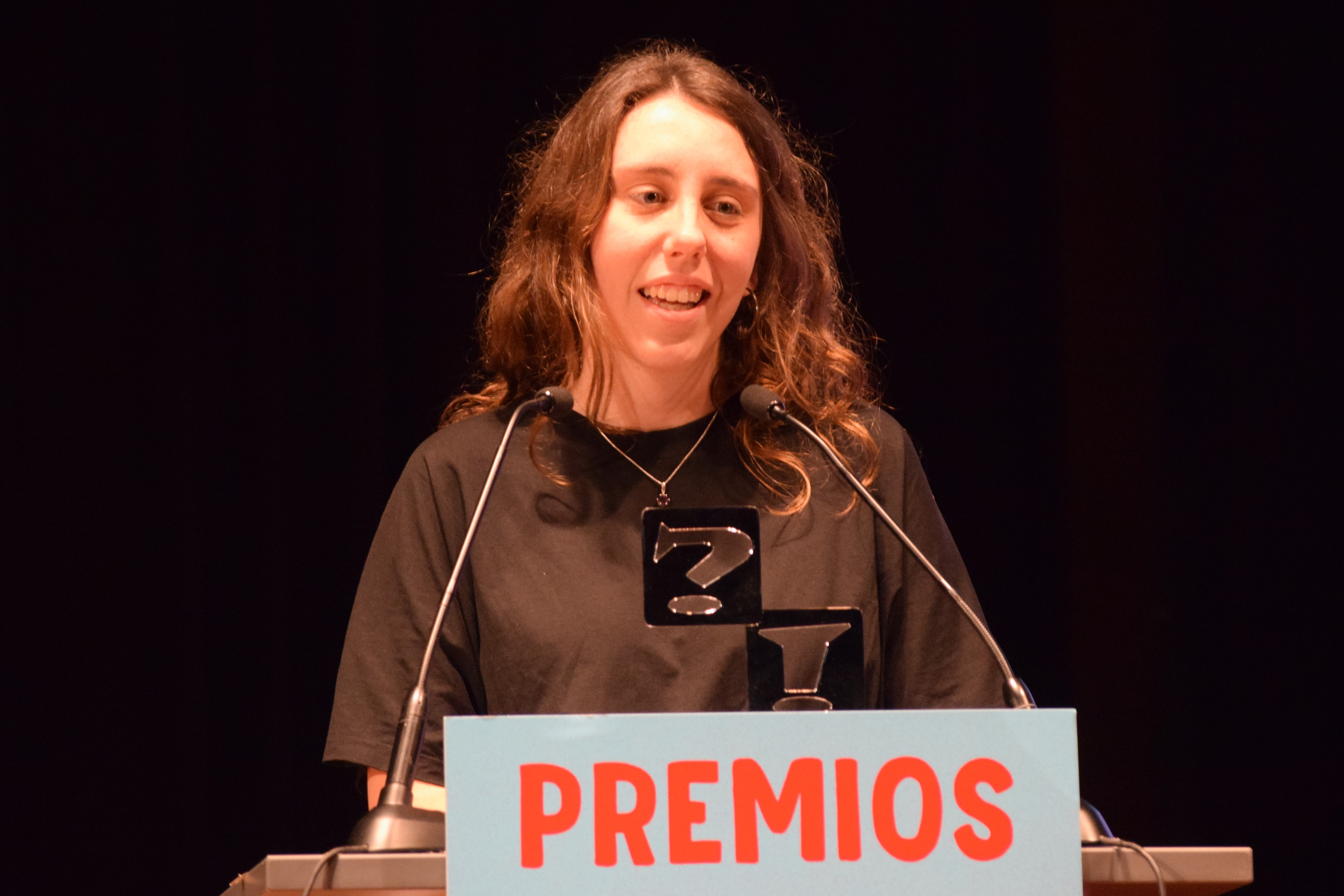
María Medem, proclamada Autora Revelació.

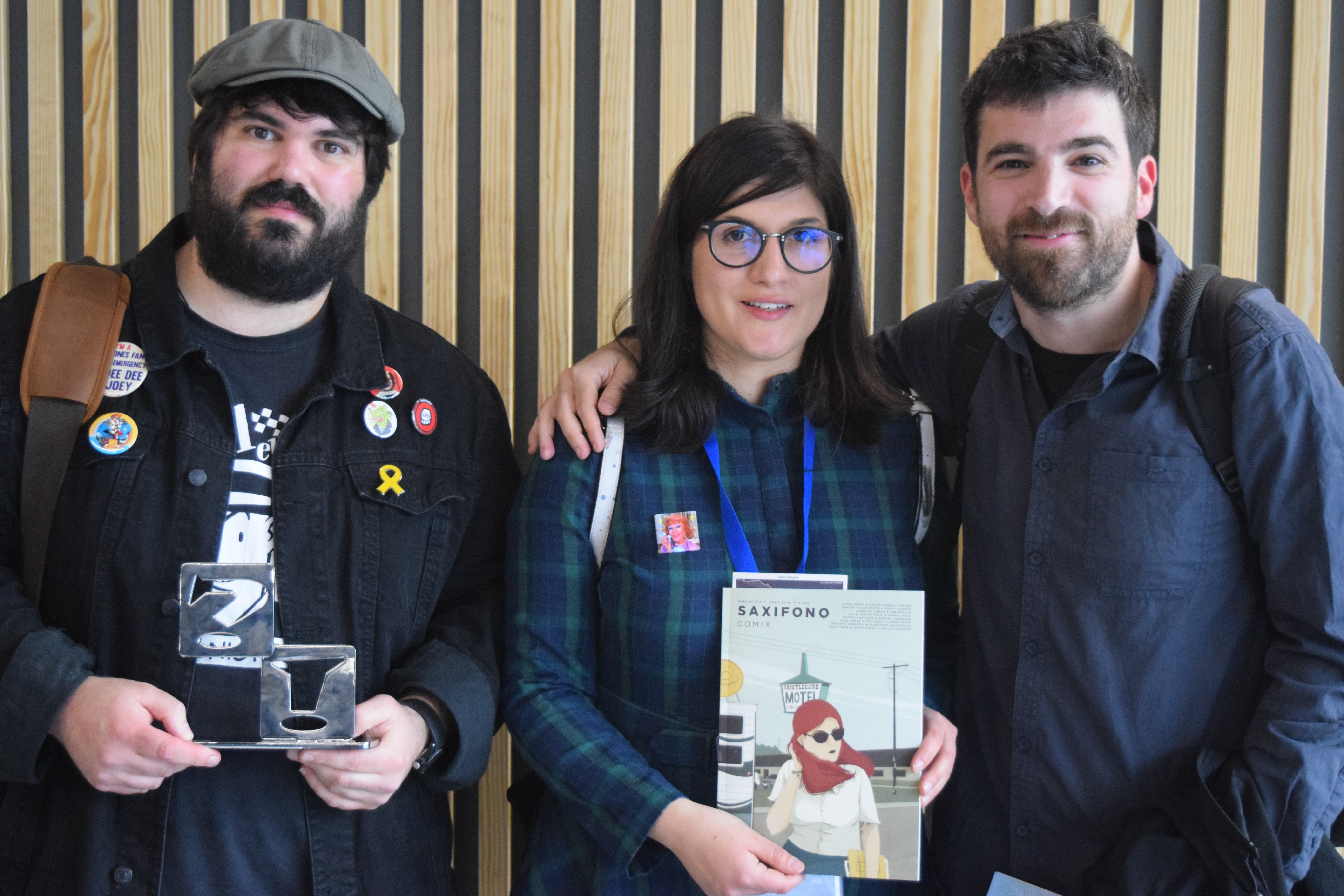
Saxífono guanyador del premi al millor fanzine.

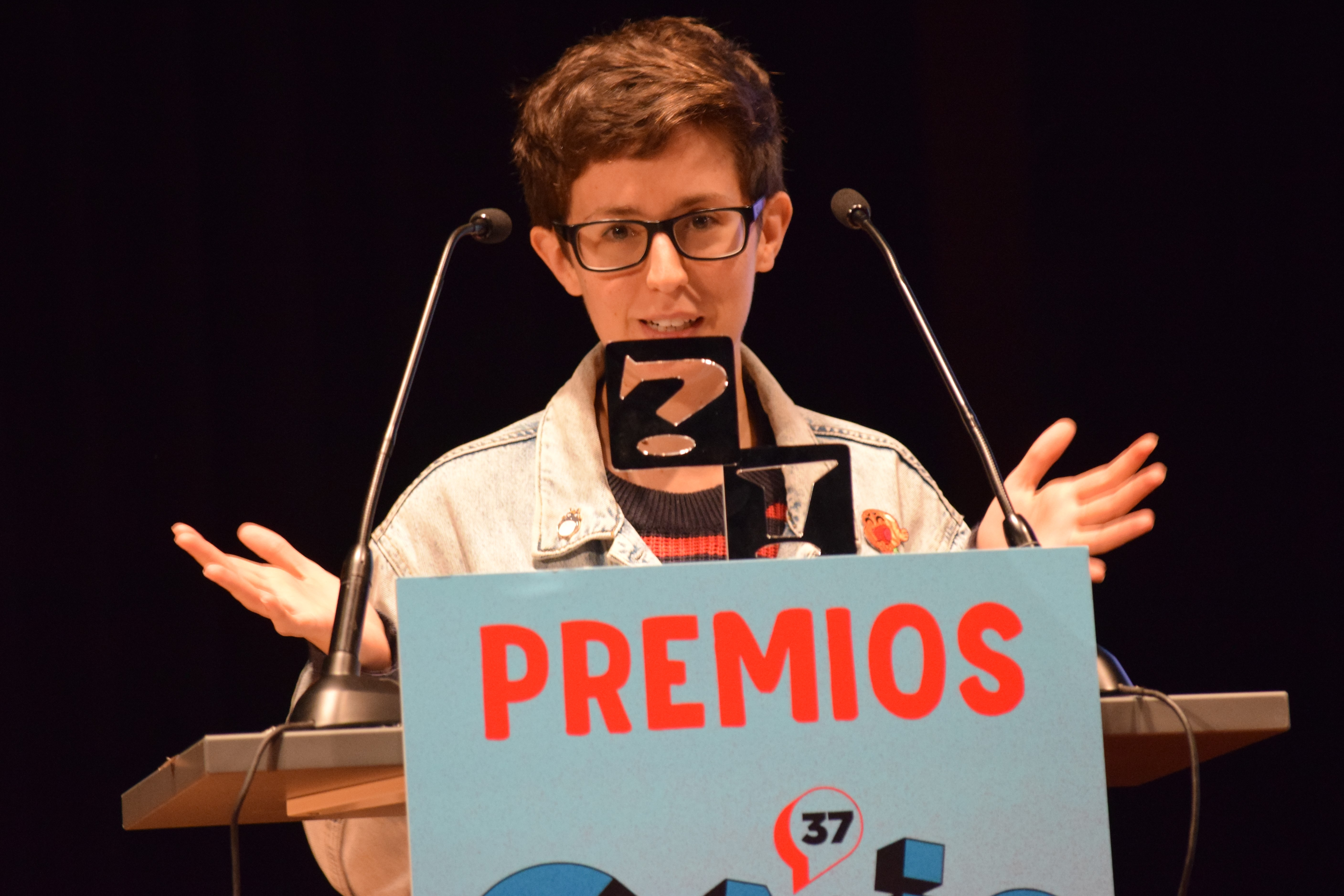
Loudes Navarro, guanyadora a la millor obra juvenil/infantil.

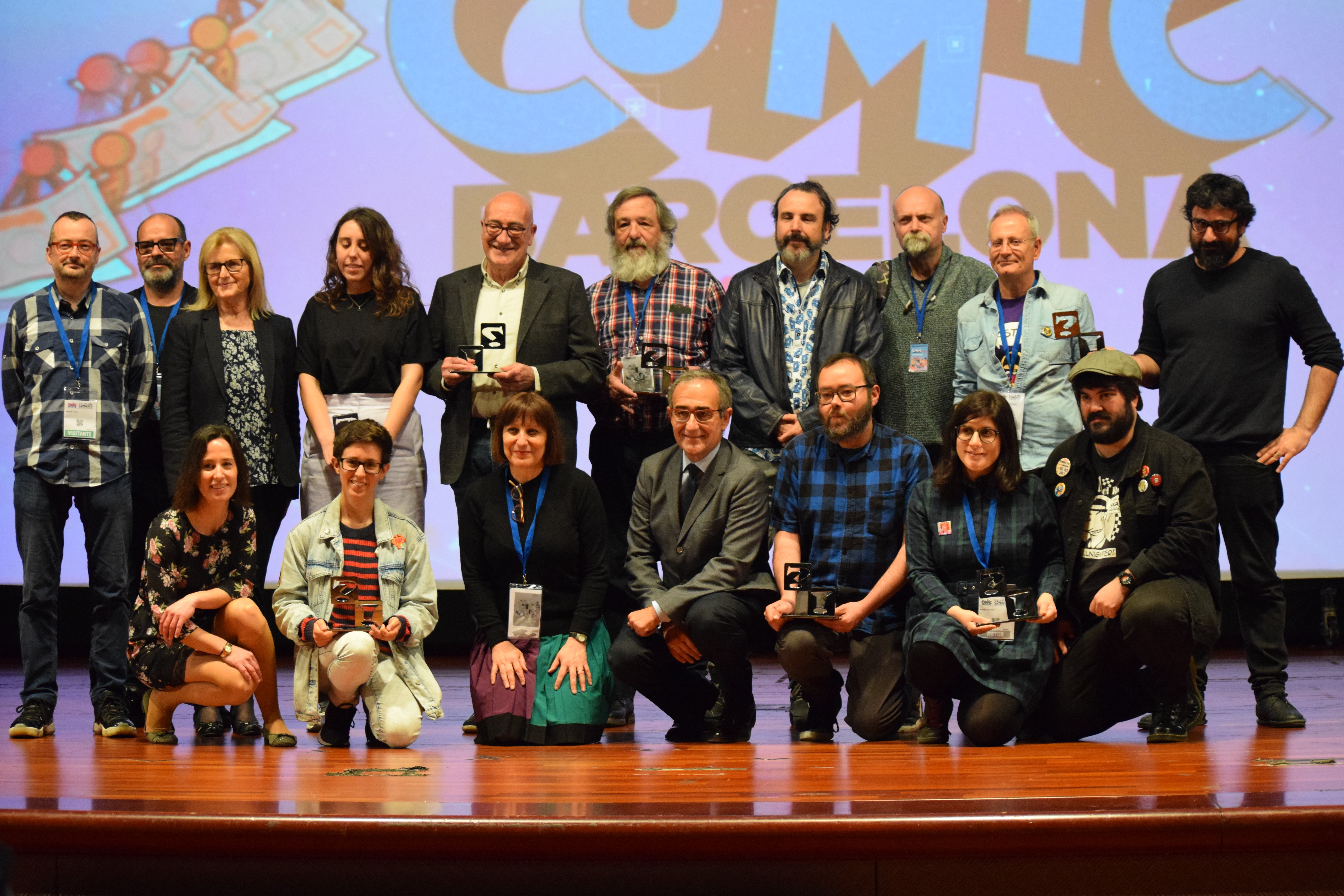
Foto de grup de tots els autors premiats.

### Taules rodones i conferències
| Data                | Hora           | Acte |
| ------------------- | -------------- | --- |
| Divendres 5 d'abril | 18.00-19.30 h. | Taula rodona: La Història als còmics Moderador: David F. de Arriba Ponents: Javier Cercas, José Pablo García, Barbara Yelin i Ángel de la Calle.                                |
| Dissabte 6 d'abril  | 12.30-13.30 h. | Taula rodona: El Víbora Moderadora: Roser Messa Ponents: Emili Bernárdez, Isa Feu, Max i Onliyú.                                                                                |
| Dissabte 6 d'abril  | 13:30-14:30 h. | Taula rodona: Superheroïnes a la pantalla gran Moderador: Oriol Estrada Ponents: Elisa MacCausland, Mònica Rex, Javier Olivares i David López.                                  |
| Dissabte 6 d'abril  | 13.15-14.30 h. | Taula rodona: Del paper a la pantalla. Adaptacions de còmic Moderador: Arnau Paris Ponents: Víctor Santos i Sequential Rights.                                                  |
| Dissabte 6 d'abril  | 14.30-15.30 h. | Taula rodona: 70 anys de la revista Florita Modera: Pepe Gálvez Participants: Carme Barbarà, Marika Vila i Elisa McCausland.                                                    |
| Dissabte 6 d'abril  | 15:30-18:00 h. | Taula rodona: Els primers autors espanyols a Marvel Moderador: Antoni Guiral Ponents: Carlos Pacheco, Salvador Larroca i Pasqual Ferry.                                         |
| Dissabte 6 d'abril  | 18.00-19.30 h. | Taula rodona: 80 anys de Batman Moderador: Francisco Calderón Participants: Devin Grayson, Ramón F. Bachs, Jesús Merino, Pere Pérez i Gustavo Martínez.                         |
| Diumenge 7 d'abril  | 10.30-11.45 h. | Taula rodona: Còmic infantil i juvenil a Europa Participants: Thimoté Le Boucher, David Tako i Gerome Hamon.                                                                    |
| Diumenge 7 d'abril  | 10.30-12.00 h. | Taula rodona: còmics i música underground Moderació: Javier Panera Ponents: Daniel Clowes i Aviador Dro.                                                                        |
| Diumenge 7 d'abril  | 11.00-12.00 h. | Empatitza!: Internet, el fandom, i lectures pel respecte en els còmics amb Bamf! (Comic Freaks) Ponent: Bamf!.                                                                  |
| Diumenge 7 d'abril  | 11.30-13.00 h. | Conferència i taula rodona: El futur del cinema de superherois Participants: Javier Olivares (La botella de Kandor), Juan Carlos Hernández, Alejandro Benito i Antonio Monfort. |
| Diumenge 7 d'abril  | 12.00-13.30 h. | Taula rodona: Stan Lee Moderació: Oriol Estrada Ponents: Alejandro M. Viturtia, Carlos Pacheco i Àlex Santaló.                                                                  |
| Diumenge 7 d'abril  | 12.30-14.00 h. | Taula rodona i conferència: 90 anys de Popeye Moderador: Antoni Guiral Ponents: Vicent Sanchis i Jordi Riera.                                                                   |
| Diumenge 7 d'abril  | 13.30-15.00 h. | Taula rodona: La divulgació del còmic al segle xxi. Moderador: Oriol Estrada Ponents: Zona Negativa, Tomos y Grapas i Iván Galiano.                                             |
| Diumenge 7 d'abril  | 15.30-17.00 h. | Taula rodona: Astèrix Moderador: Oriol Estrada Ponents: Jordi Canyissà, Jaume Vilarrubí i Marc Charles.                                                                         |
| Diumenge 7 d'abril  | 16.00-17.30 h. | Taula rodona: 90 anys de Tintin Moderador: Antoni Guiral Ponents: Joan Manuel Soldevilla i Jordi Riera.                                                                         |
| Diumenge 7 d'abril  | 17:00-19:00    | Taula rodona i conferència: Comics Code Authority, quan els còmics feien por Moderador: Oriol Estrada Ponents: Ángel de la Calle, Daniel Ausente i Manu González.               |
| Diumenge 7 d'abril  | 17.30-19.00 h. | Taula rodona: Còmic infantil i juvenil a Espanya Moderador: Jordi Riera Ponents: Óscar Valiente, Marion Duc i José A. Serrano.                                                  |

### Activitas escolars
| Data                | Hora           | Acte                                                         |
| ------------------- | -------------- | ------------------------------------------------------------ |
| Divendres 5 d'abril | 10.30-11.30 h. | Sèries de còmics vs. sèries d'animació Ponent: Katia Grifols |
| Divendres 5 d'abril | 11.30-12.30 h. | Estamos todas bién? Ponent: Ana Penyas                       |
| Divendres 5 d'abril | 12.30-13.30 h. | Dibuixants contra el bullying Ponent: Montse Rossell         |

### Trobades amb autors imaster classes
| Data                | Hora           | Acte                                              |
| ------------------- | -------------- | ------------------------------------------------- |
| Divendres 5 d'abril | 16.00-17.00 h. | Master Class amb Daniel Clowes                    |
| Divendres 5 d'abril | 16.00-17.00 h. | Trobada amb Matteo Scalera                        |
| Divendres 5 d'abril | 17.00-18.00 h. | Master Class amb Sara Soler                       |
| Divendres 5 d'abril | 17.00-18.00 h. | Trobada am Milo Manara                            |
| Divendres 5 d'abril | 18.00-19.00 h. | Master Class amb Typex                            |
| Divendres 5 d'abril | 19.00-20.00 h. | Master Class amb Tute                             |
| Dissabte 6 d'abril  | 10.30-11.30 h. | Master Class amb Matthieu Reynes                  |
| Dissabte 6 d'abril  | 10.30-11.30 h. | Trobada amb Wes Craig                             |
| Dissabte 6 d'abril  | 11.30-12.30 h. | Trobada amb Typex                                 |
| Dissabte 6 d'abril  | 11.30-12.30 h. | Master Class amb Milo Manara                      |
| Dissabte 6 d'abril  | 12.30-13.30 h. | Trobada amb Olivier Schrauwen                     |
| Dissabte 6 d'abril  | 13.30-14.30 h. | Trobada amb Salvador Larroca Presenta:Toni Guiral |
| Dissabte 6 d'abril  | 16:00-17:00    | Trobada amb Daniel Clowes                         |
| Dissabte 6 d'abril  | 16.30-17.30 h. | Master Class amb Matteo Scalera                   |
| Dissabte 6 d'abril  | 17.00-18.00 h. | Trobada amb Rubén Pellejero Presenta: Pepe Gálvez |

### Concerts i cosplay
| Data                | Hora           | Acte                                                      |
| ------------------- | -------------- | --------------------------------------------------------- |
| Divendres 5 d'abril | 19.00-20.00 h. | Concert del grup Aviador Dro.                             |
| Dissabte 6 d'abril  | 12.00-13.00    | Concert del grup The pinker tones.                        |
| Dissabte 6 d'abril  | 16.00-17.00    | Concurs de cosplay catwalk. Tema: Superheroes & Villains. |
| Diumege 7 d'abril   | 12.00-13.00    | Concert del grup The pinker tones.                        |
| Diumege 7 d'abril   | 16.00-16.30 h. | Desfilada de cosplay infantil.                            |

### Lliurament de premis i altres
| Data                | Hora           | Acte |
| ------------------- | -------------- | --- |
| Divendres 5 d'abril | 13.00-14.30 h. | Lliurament de Premis del 37 Comic Barcelona.                                                                                 |
| Divendres 5 d'abril | 19.30-20.00 h. | Lliurament de premis de la Asociación de Autores de Cómic de España (AACE).                                                  |
| Dissabte 6 d'abril  | 11.00-12.00    | Adaptant al cinema Buñuel en el laberinto de las tortugas Moderador: Antoni Guiral Ponents: José Luis Ágreda i Fermín Solís. |
| Dissabte 6 d'abril  | 11.00-12.00    | Presentació de la Càtedra d'Estudis del Còmic de la Universitat de València Ponent: Álvaro Pons.                             |
| Dissabte 6 d'abril  | 15.30-16.00 h. | Lliurament del Premi del Colectivo de Autoras de Cómic.                                                                      |
| Dissabte 6 d'abril  | 16.00 17.00    | Projecció del documental Barcelona era una fiesta underground.                                                               |
| Dissabte 6 d'abril  | 18.00-19.00 h. | Curs d'ètica portadística: el món boig de la portada al còmic. Ponents: Campamento Krypton i Albert Monteys.                 |

## Galeria d'imatges

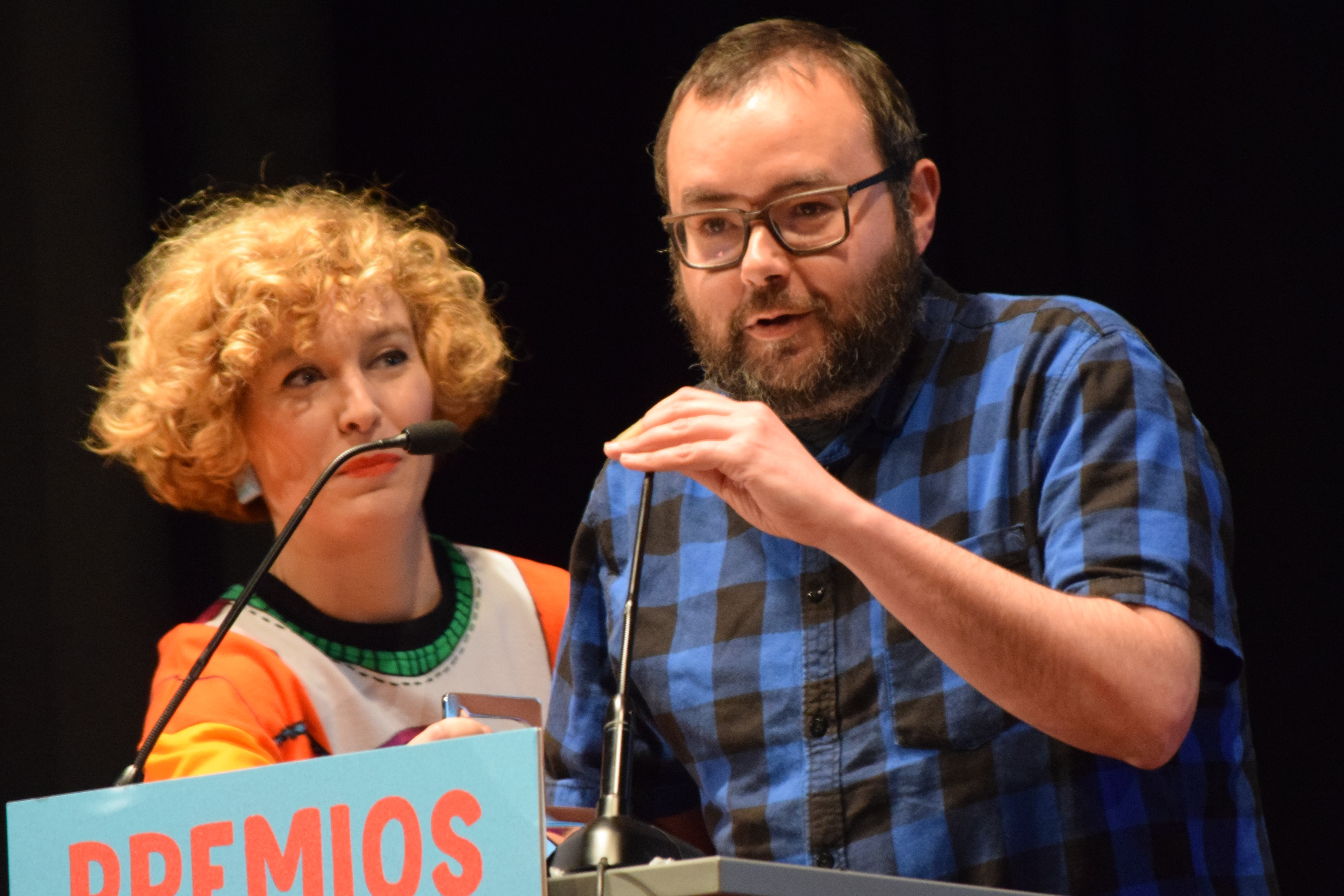
Albert Monteys a la cerimònia d'entrega dels premis.
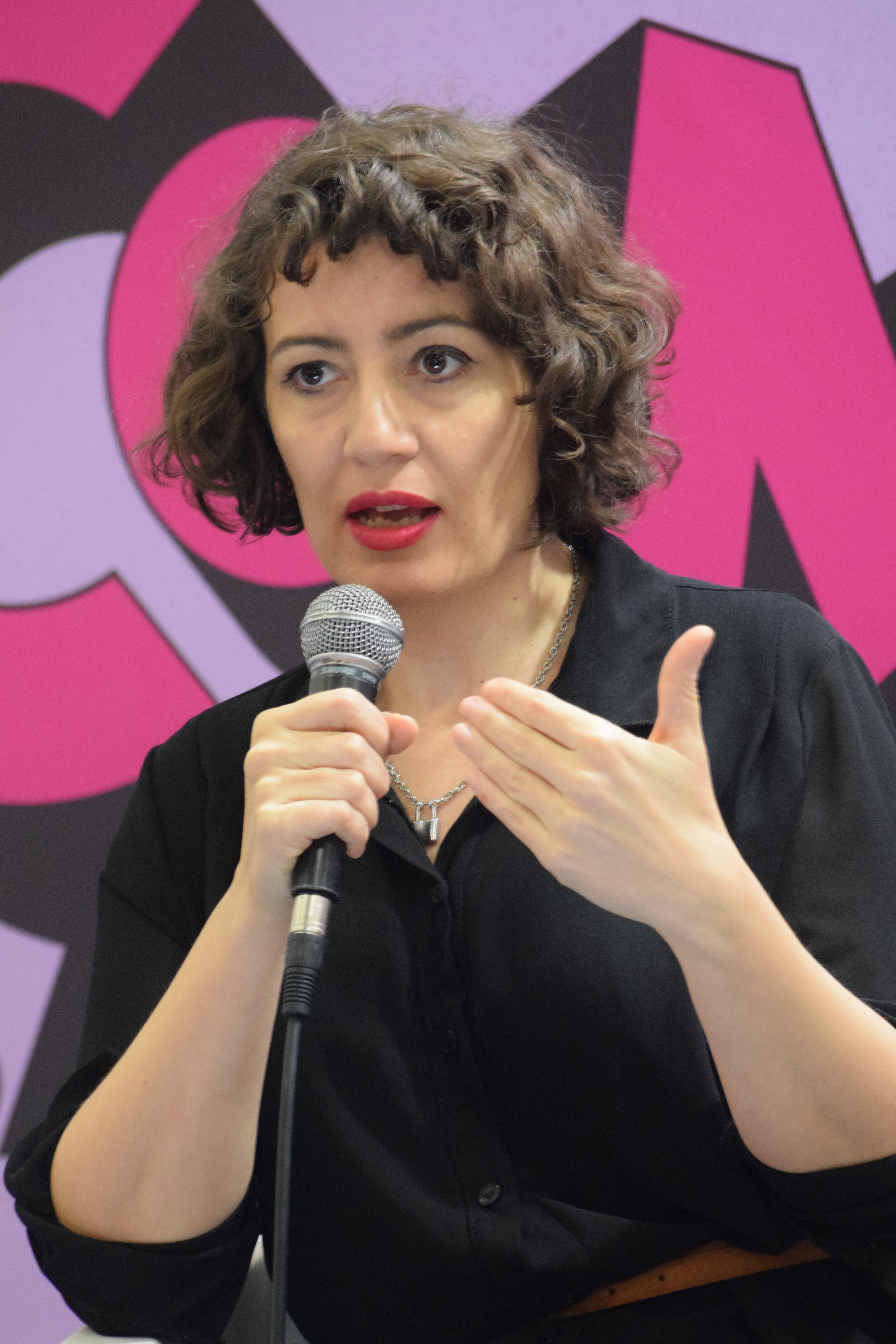
Ana Galvañ, nominada i autora del cartell.
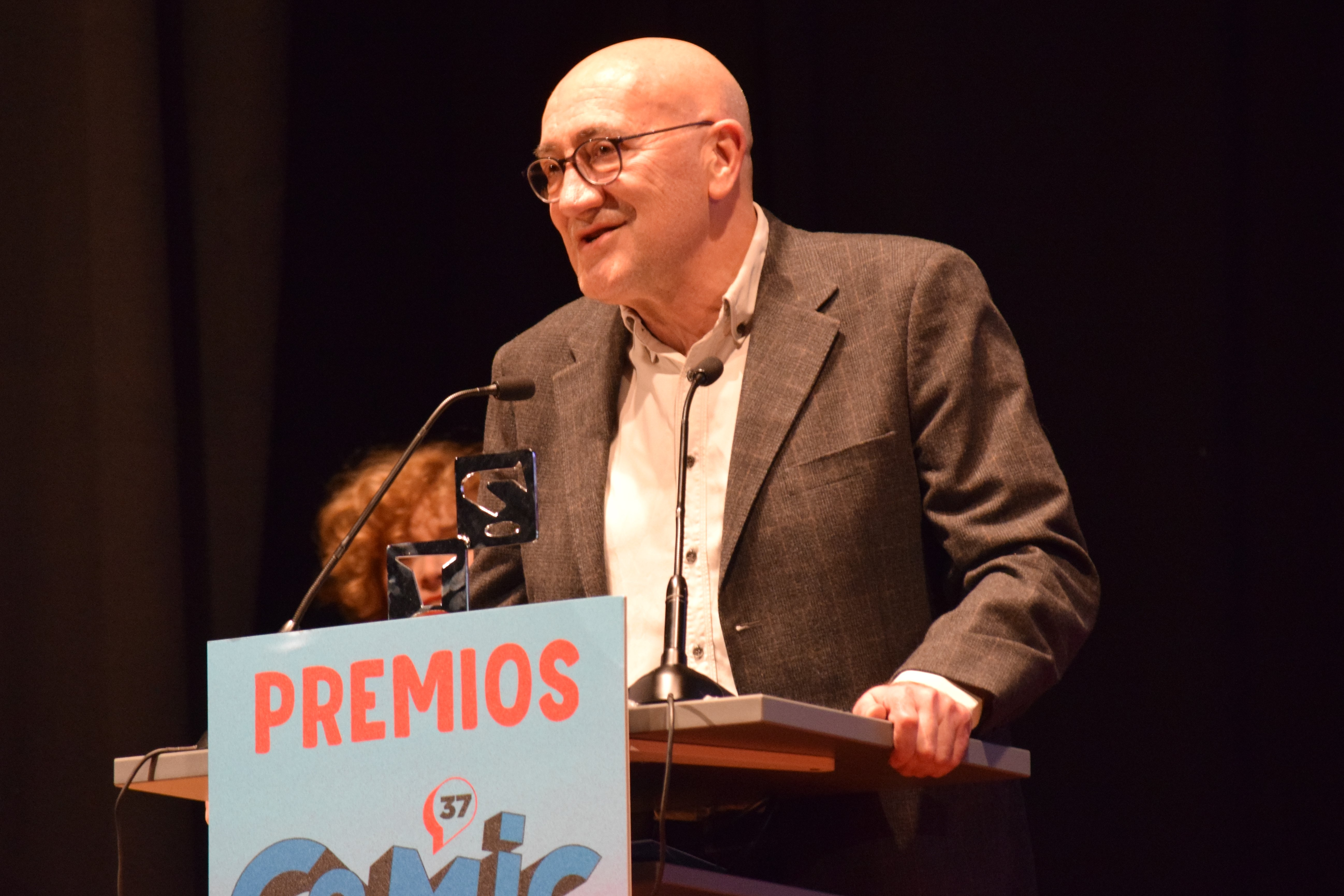
Altarriba un cop rebut el premi.
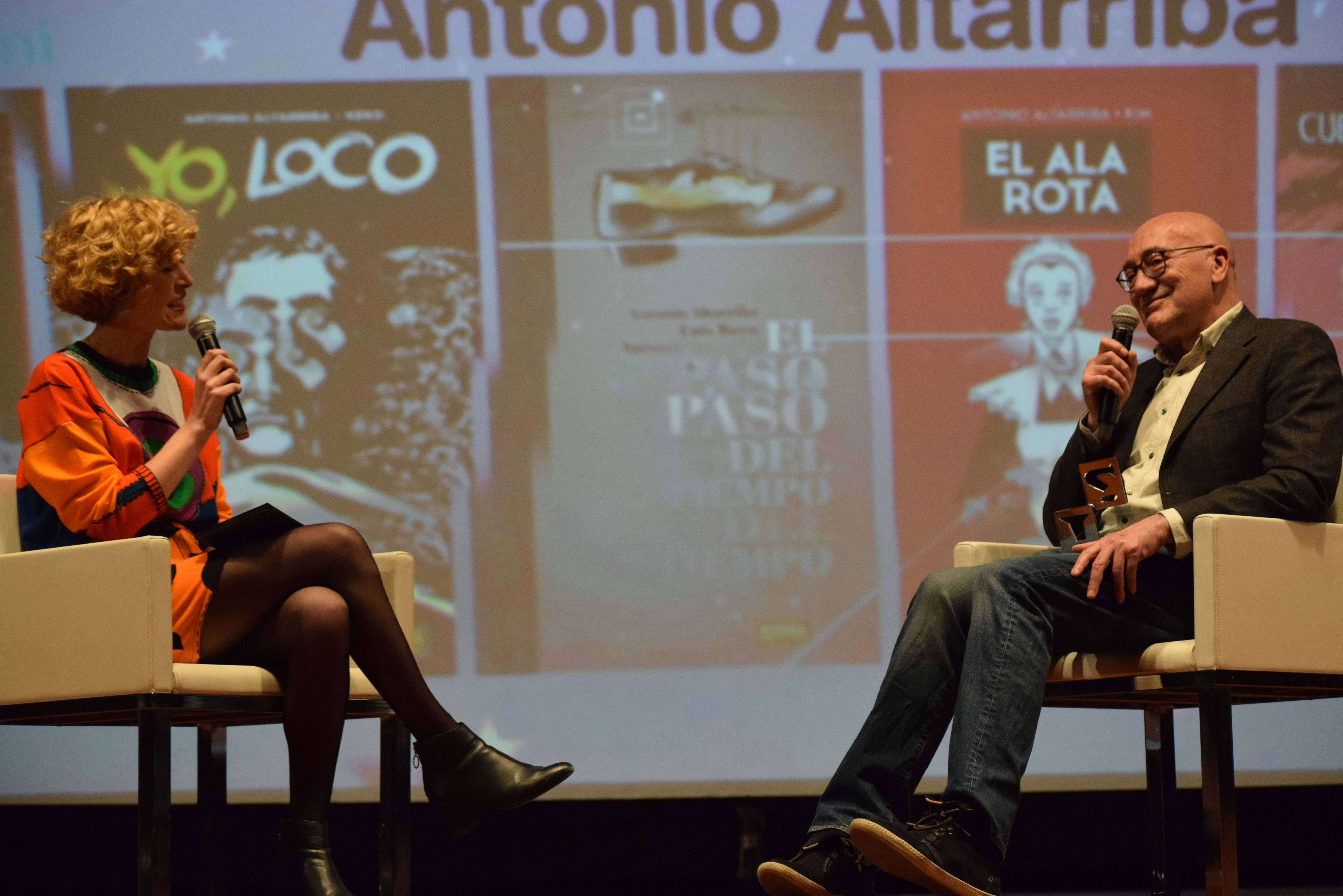
Entrevista a Altarriba, proclamat Gran Premi.
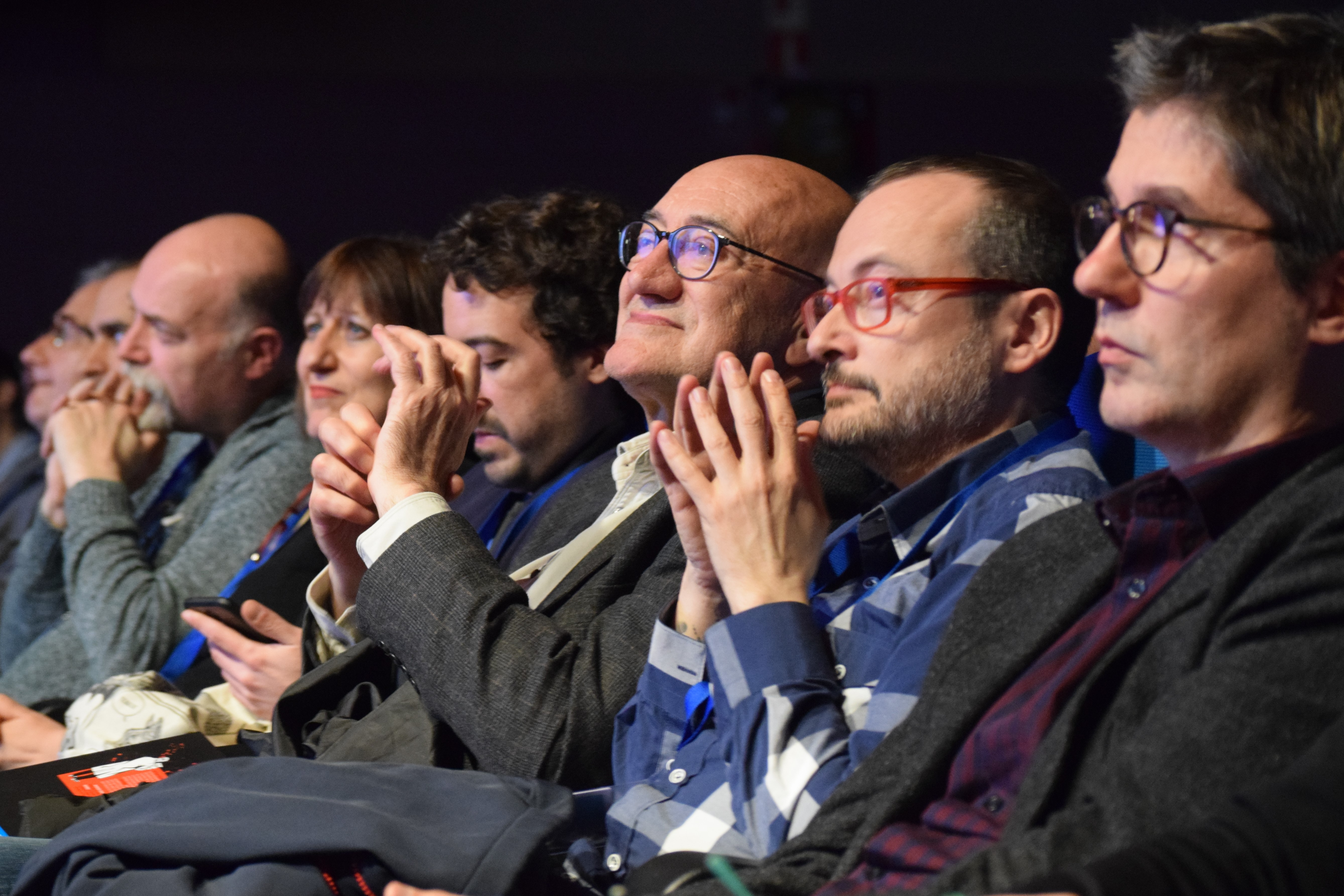
Antonio Altarriba abans de rebre el guardó.
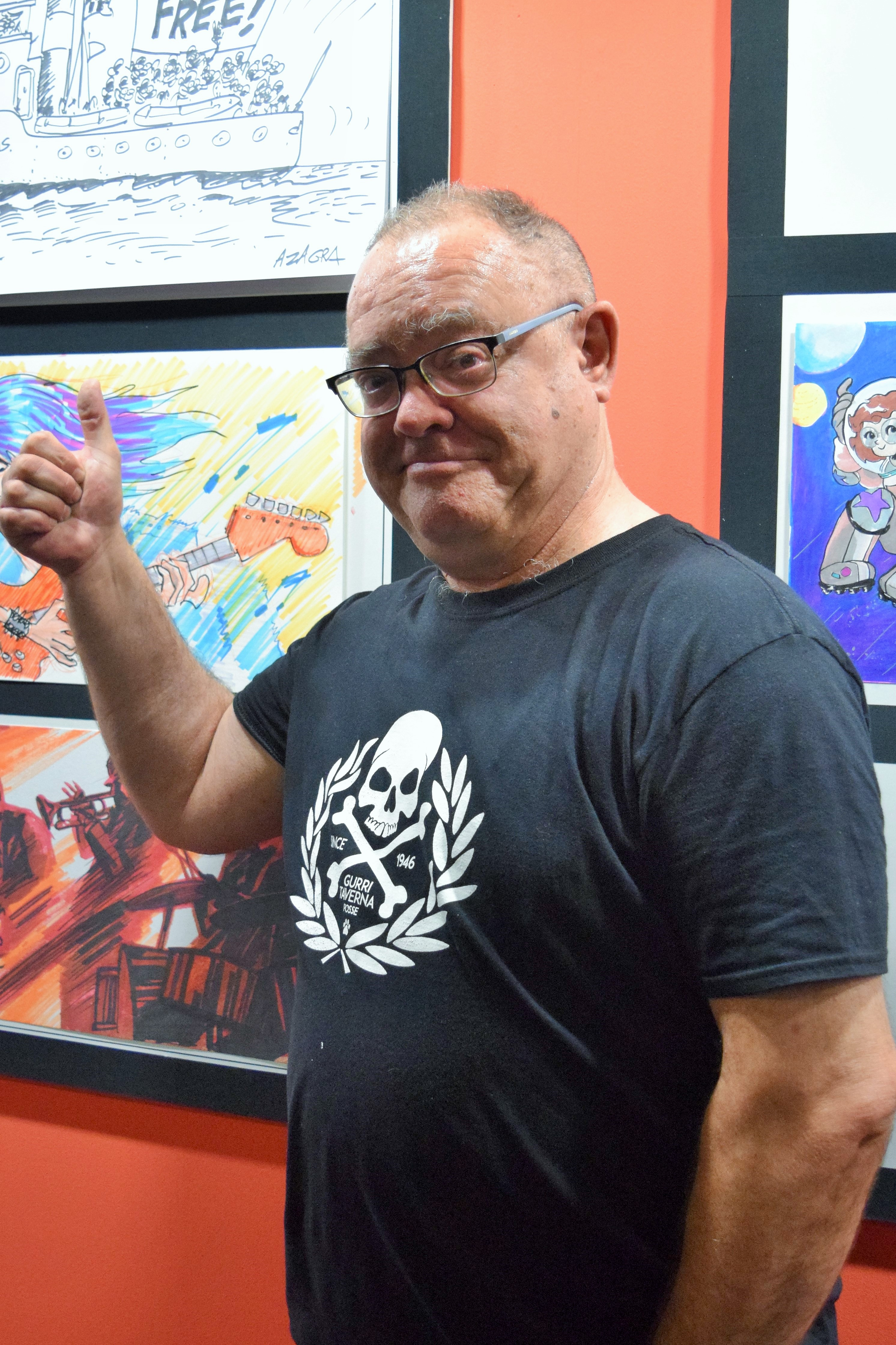
Carles Azagra mostra un dibuix seu.
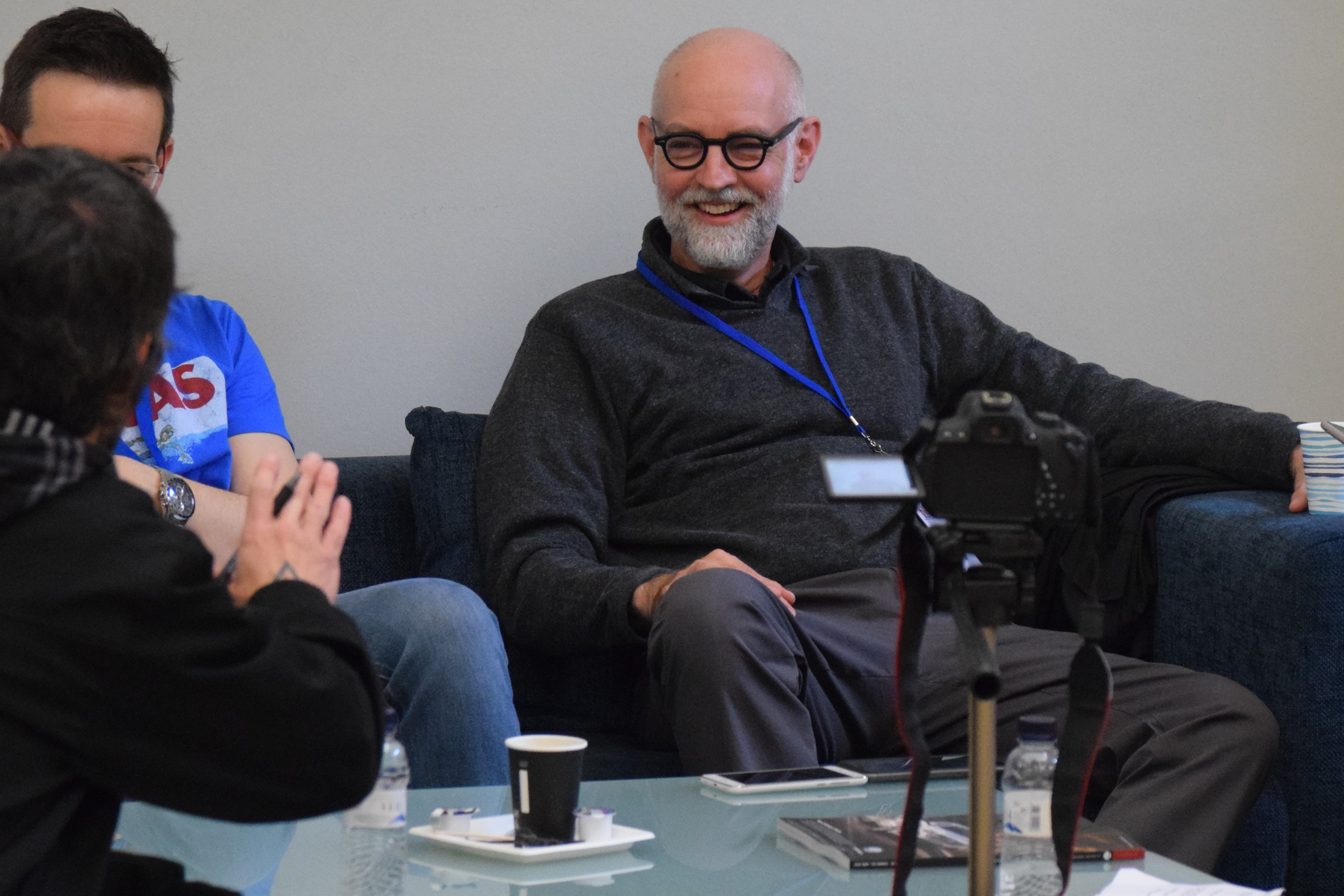
Daniel Clowes és entrevistat.
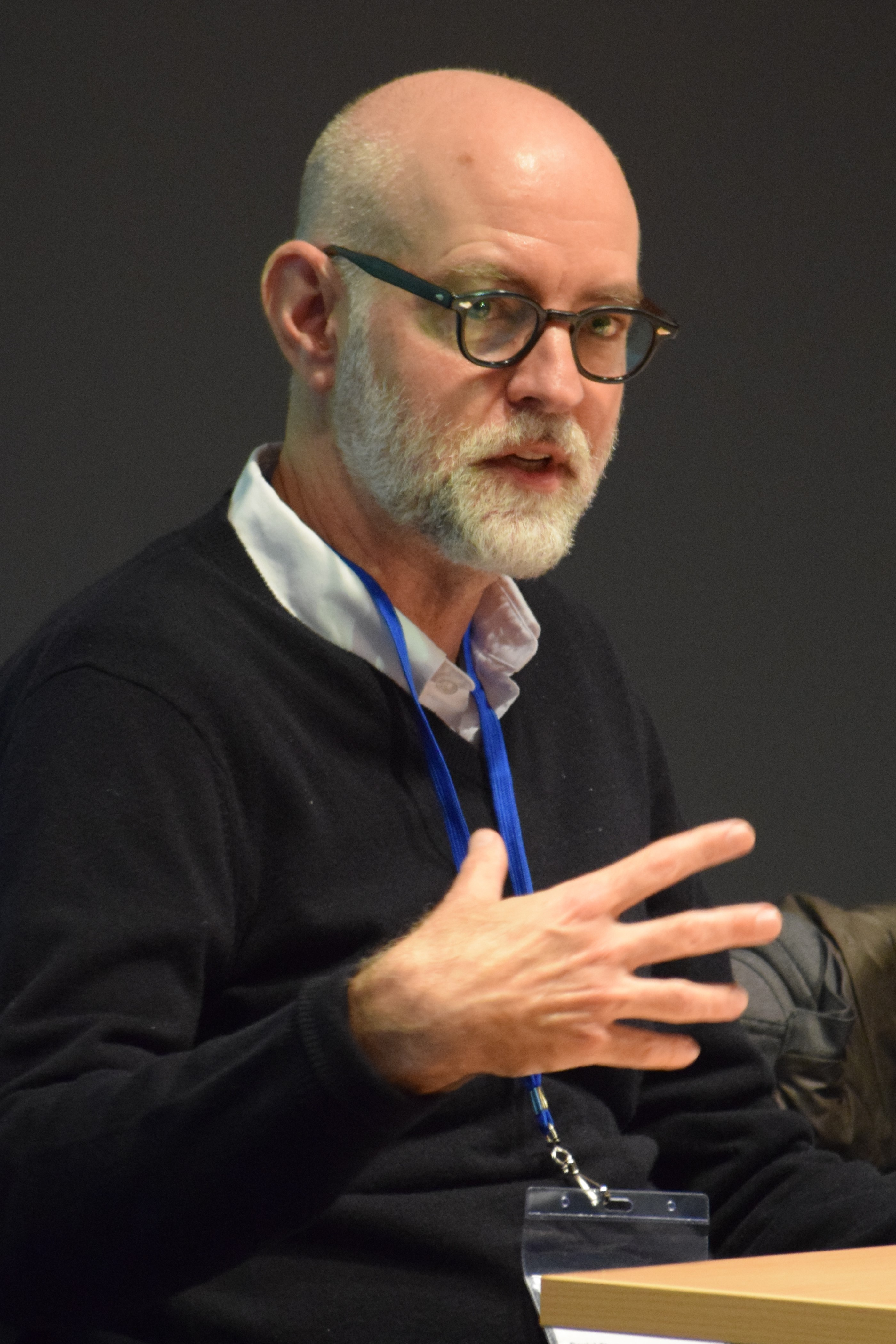
Daniel Clowes en una trobada amb l'autor.
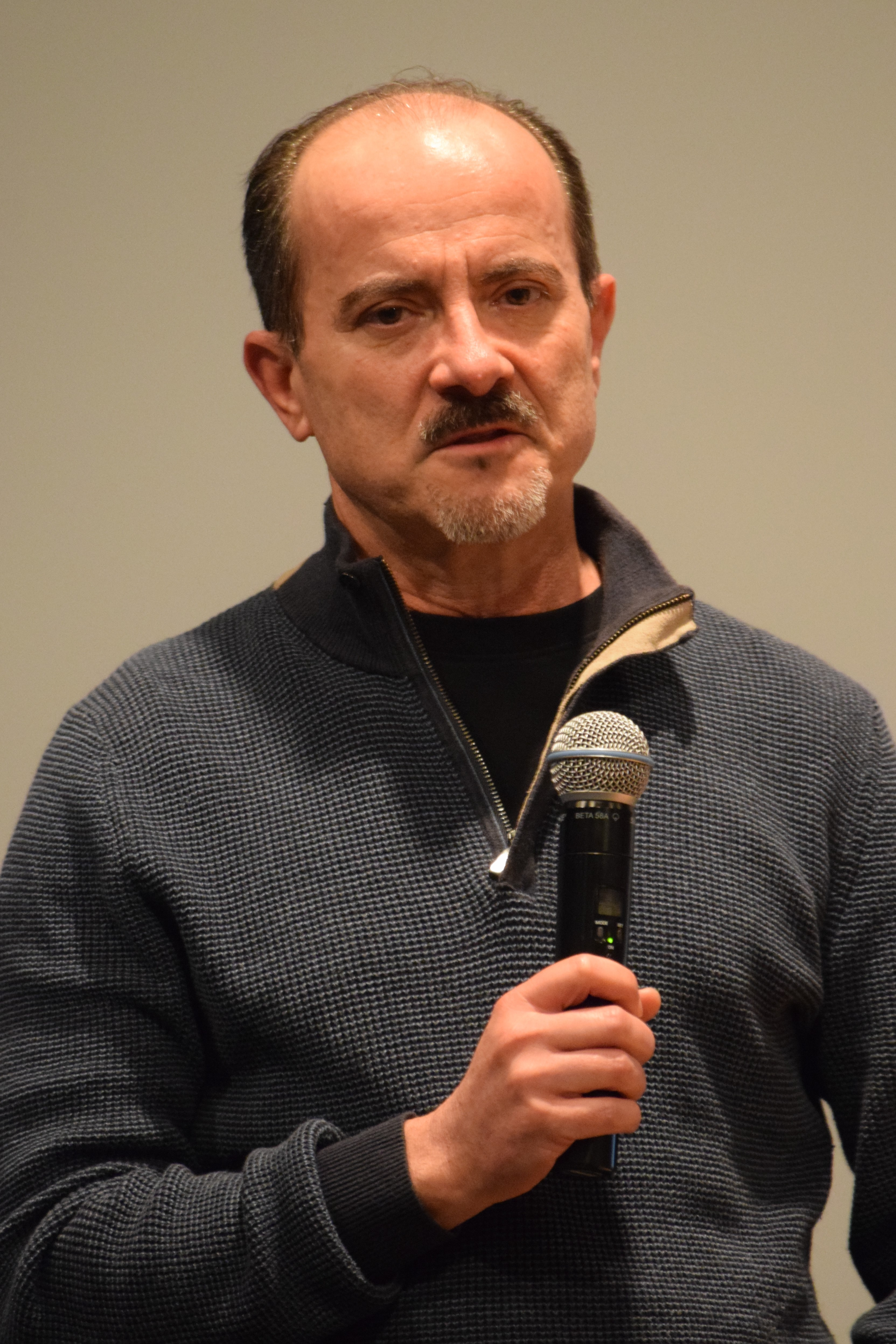
Daniel Torres rep el premi de l'AACE.
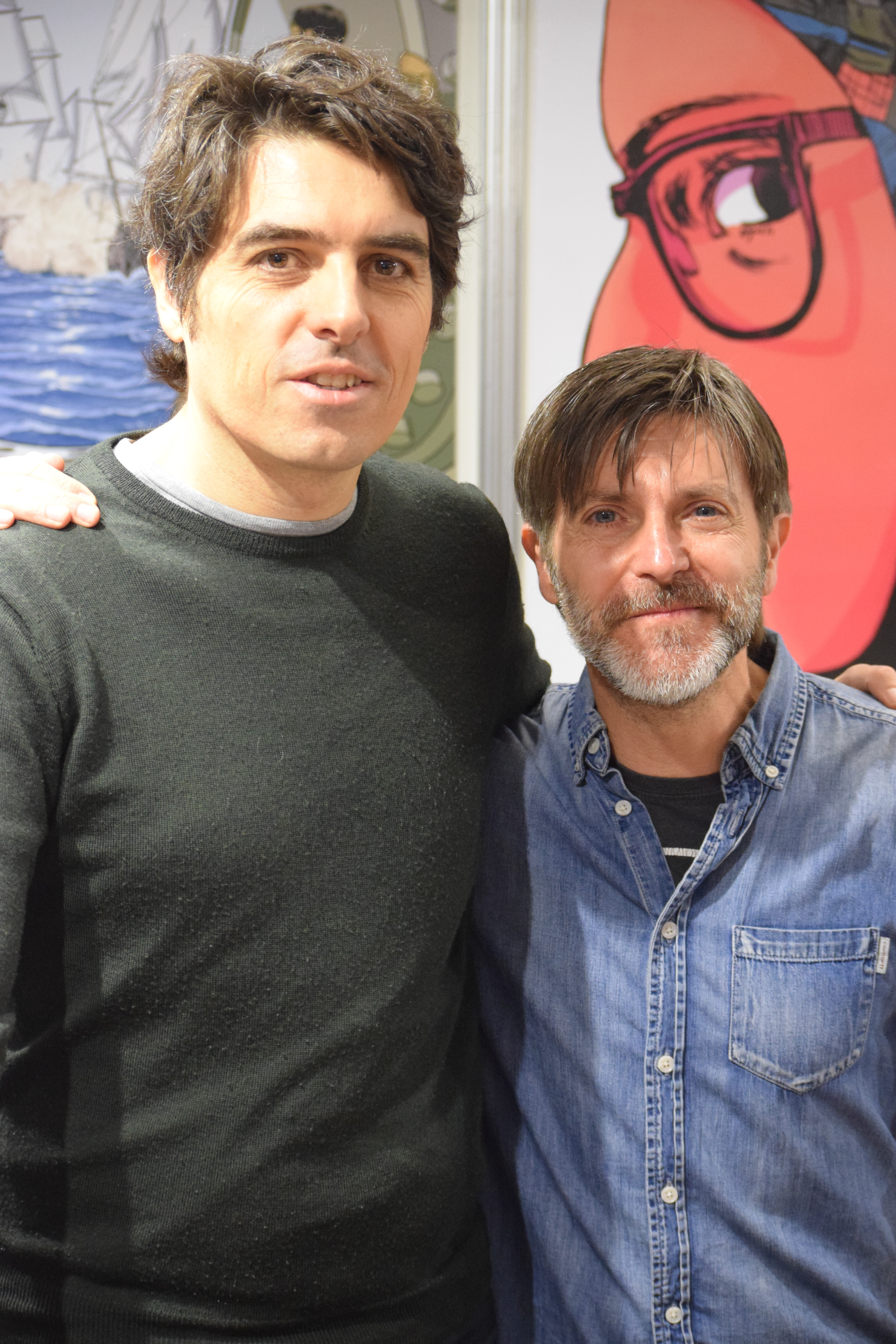
Guillermo Corral amb Paco Roca.
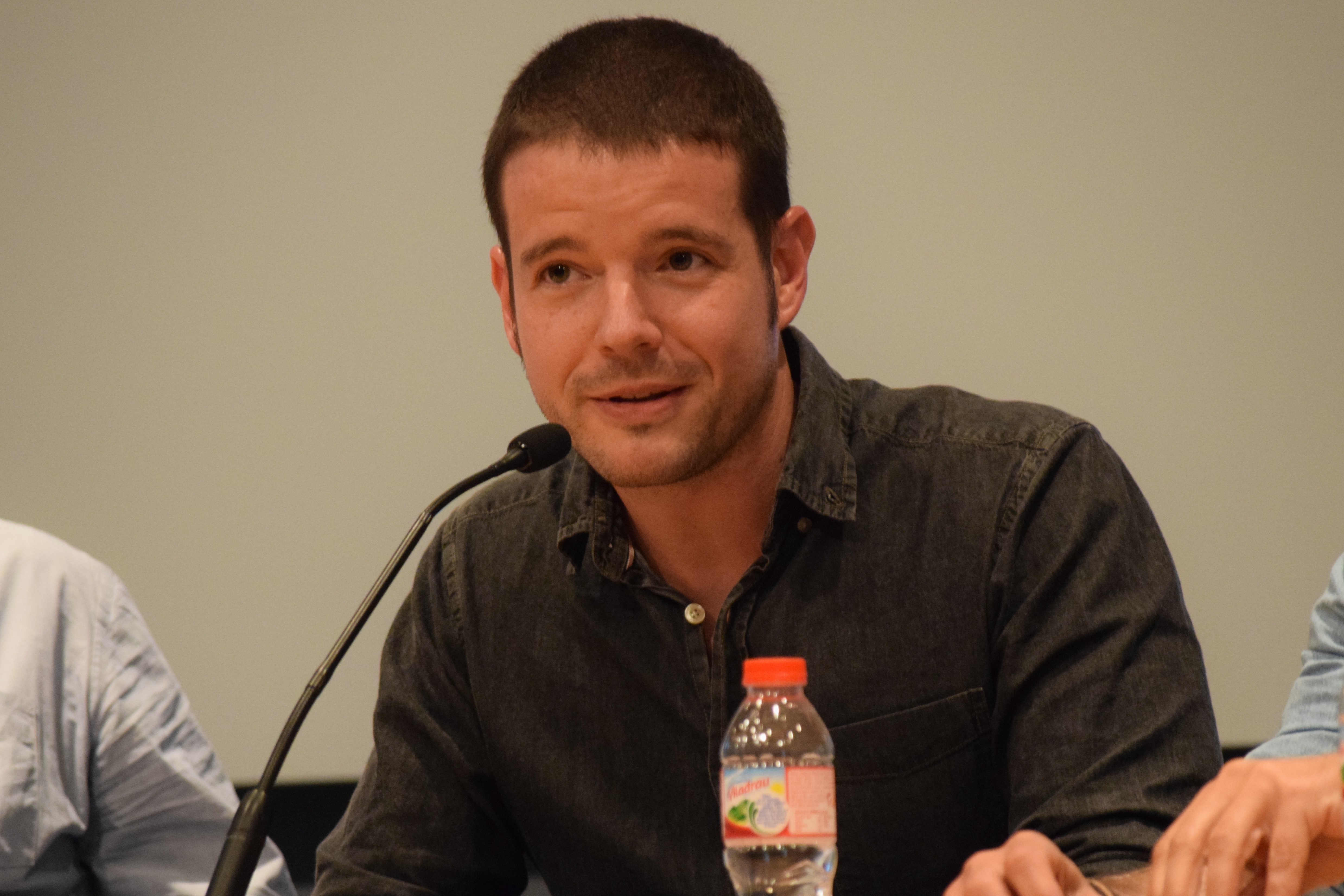
El dibuixant José Pablo García.
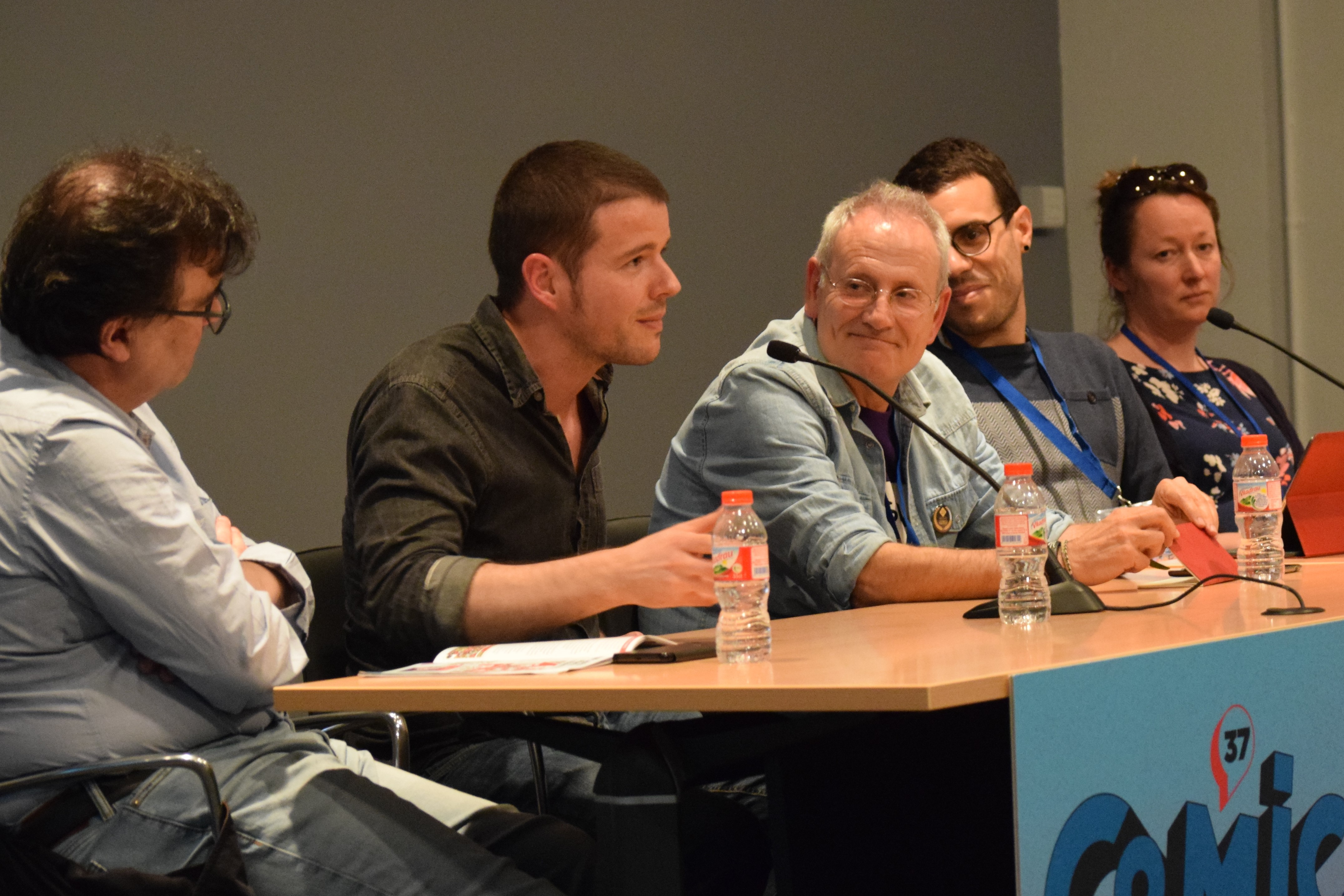
Taula rodona La història als còmics.
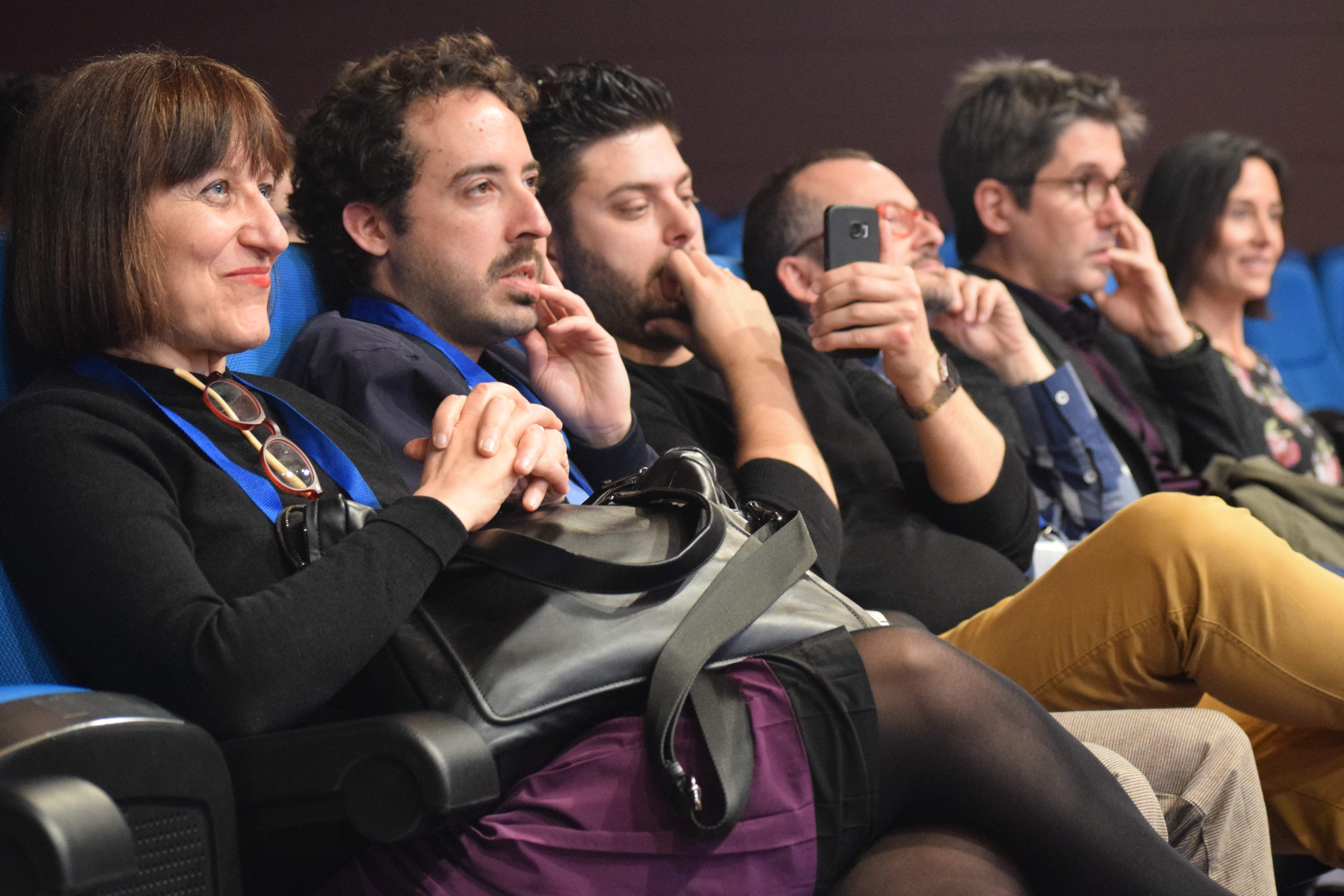
Vernetti durant la cerimònia dels premis.
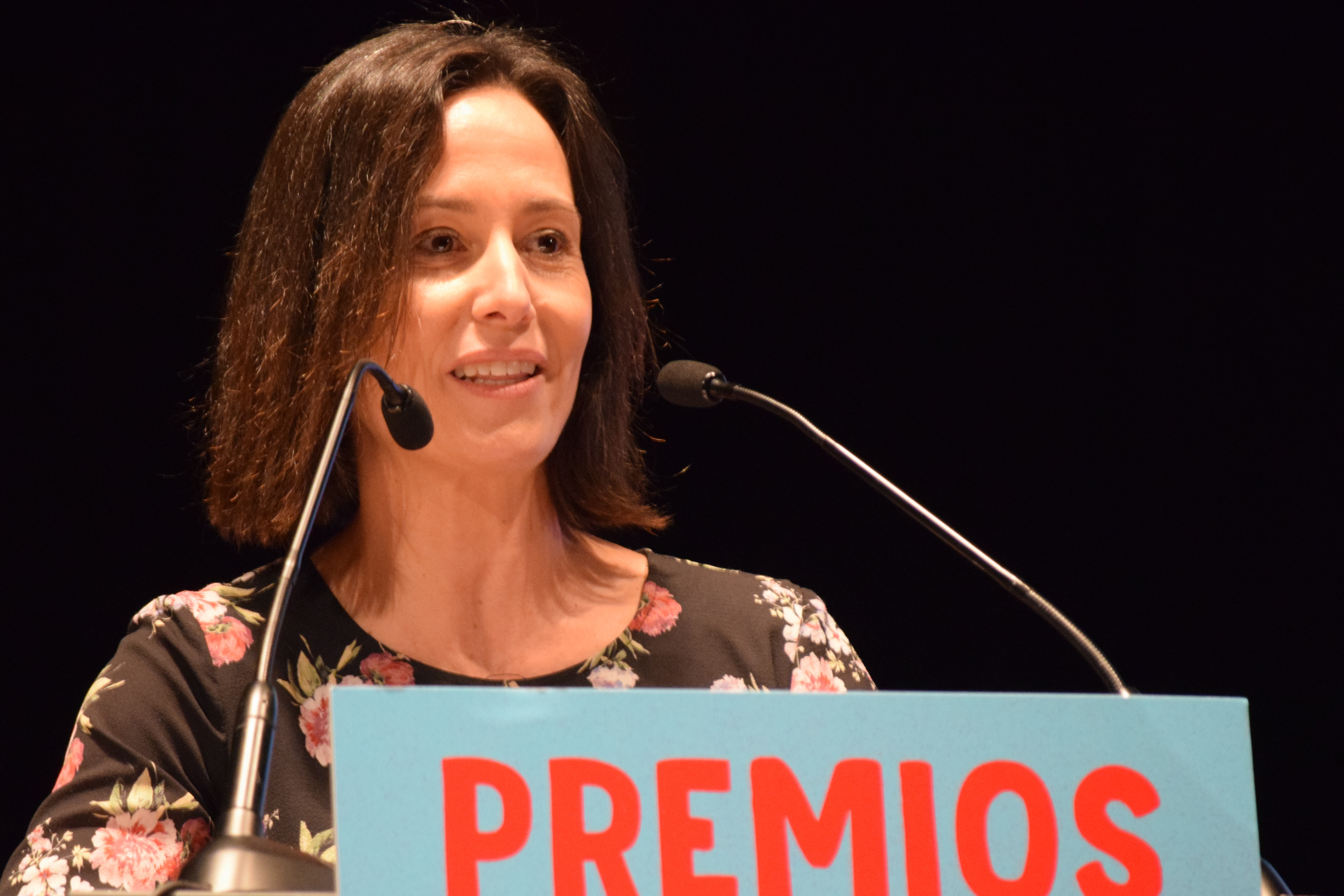
Meritxell Puig, presentant la gala dels premis.
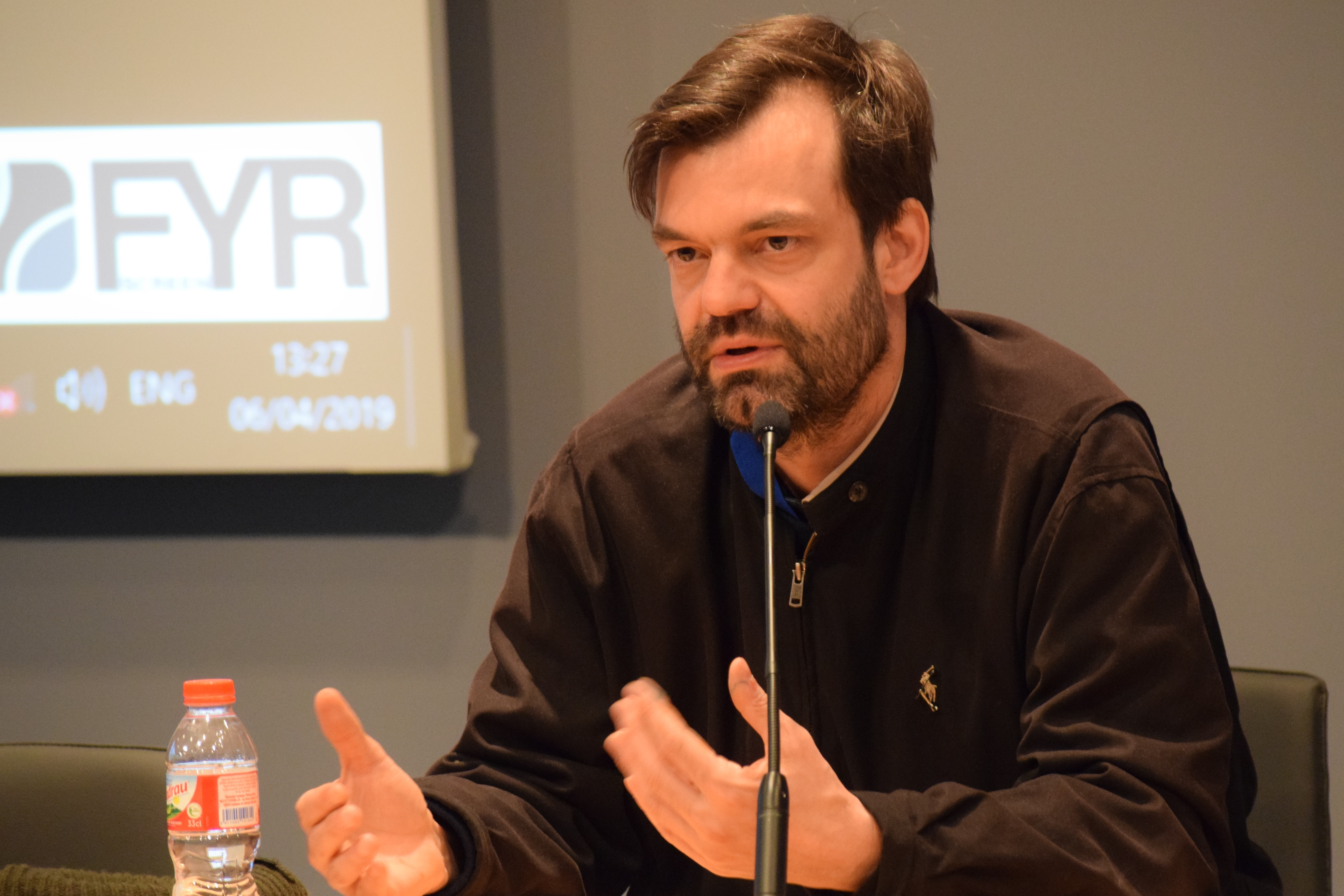
L'autor belga Olivier Schrauwen.
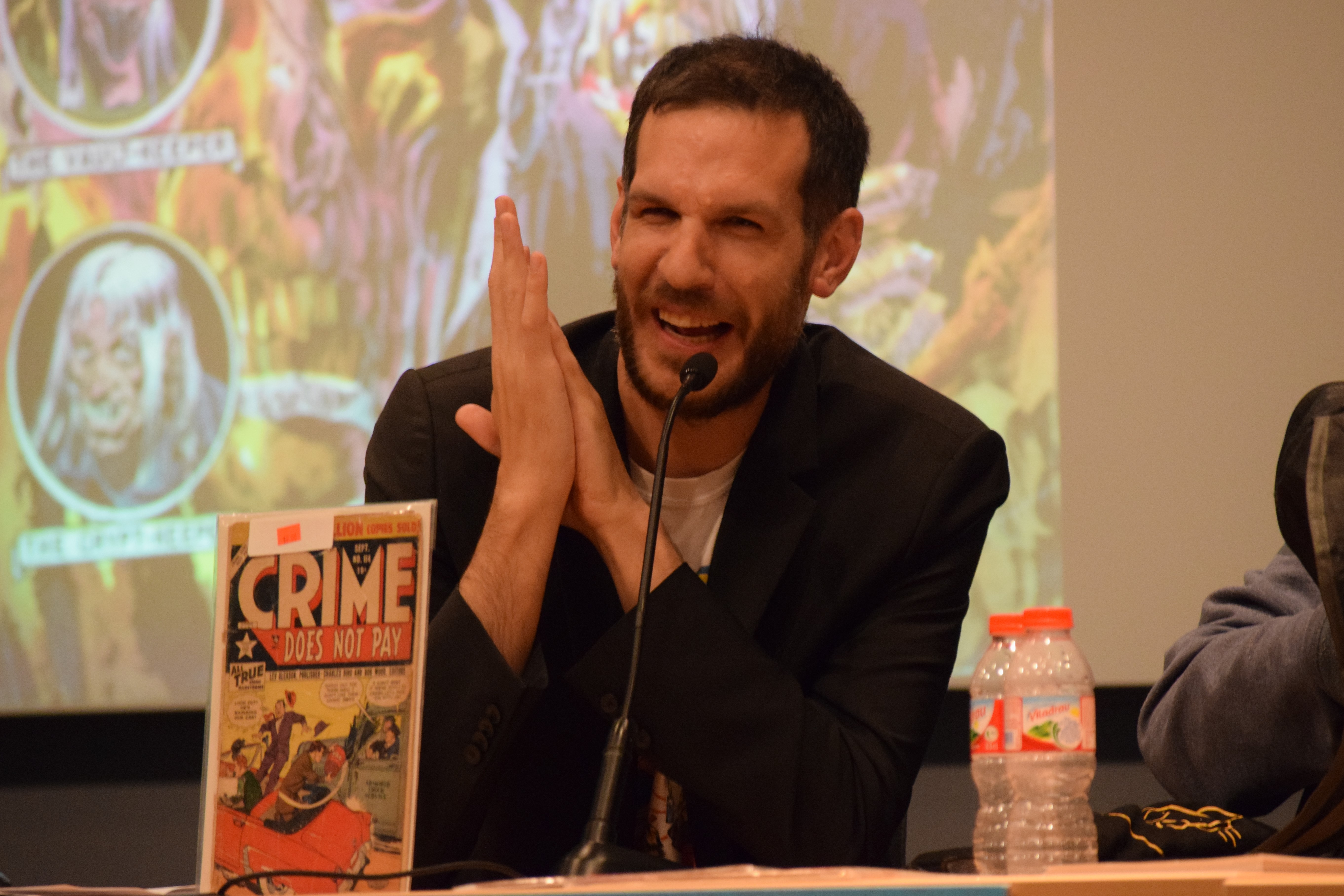
El divulgador de manga Oriol Estrada.
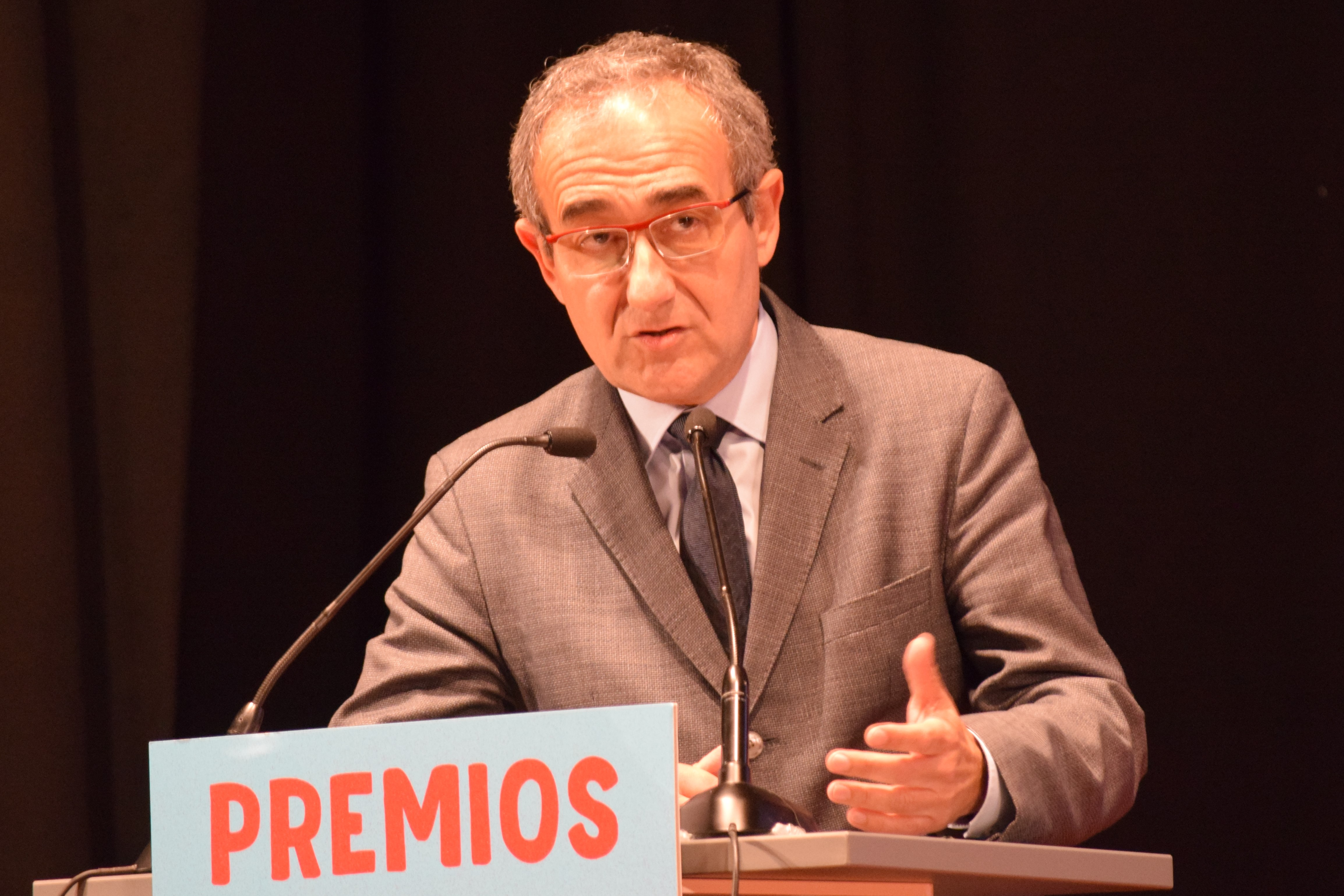
Patrici Tixis fent un discurs.
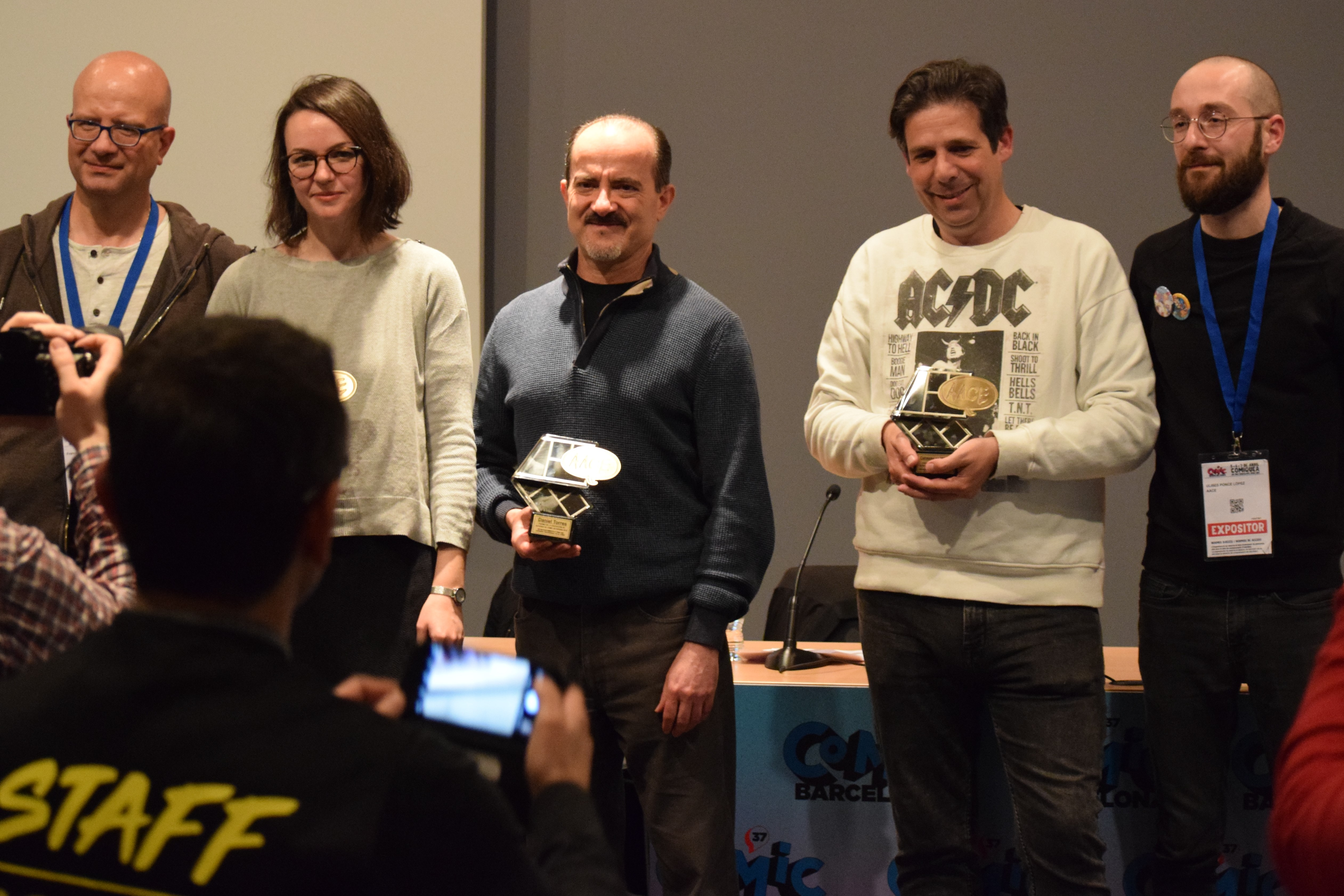
Els guanyadors dels premis de l'AACE.
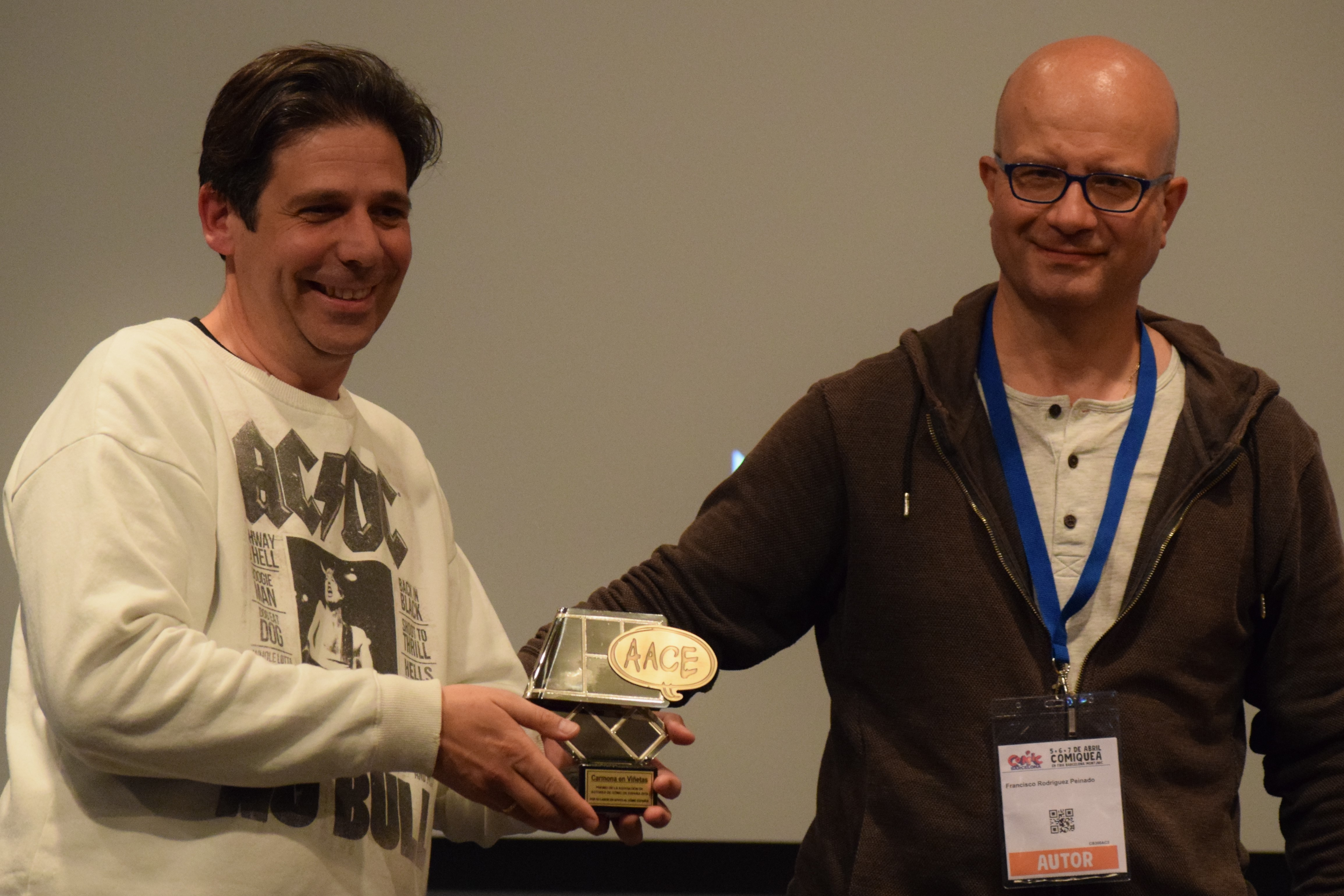
L'AACE entrega un premi a Carmona en Viñetas.
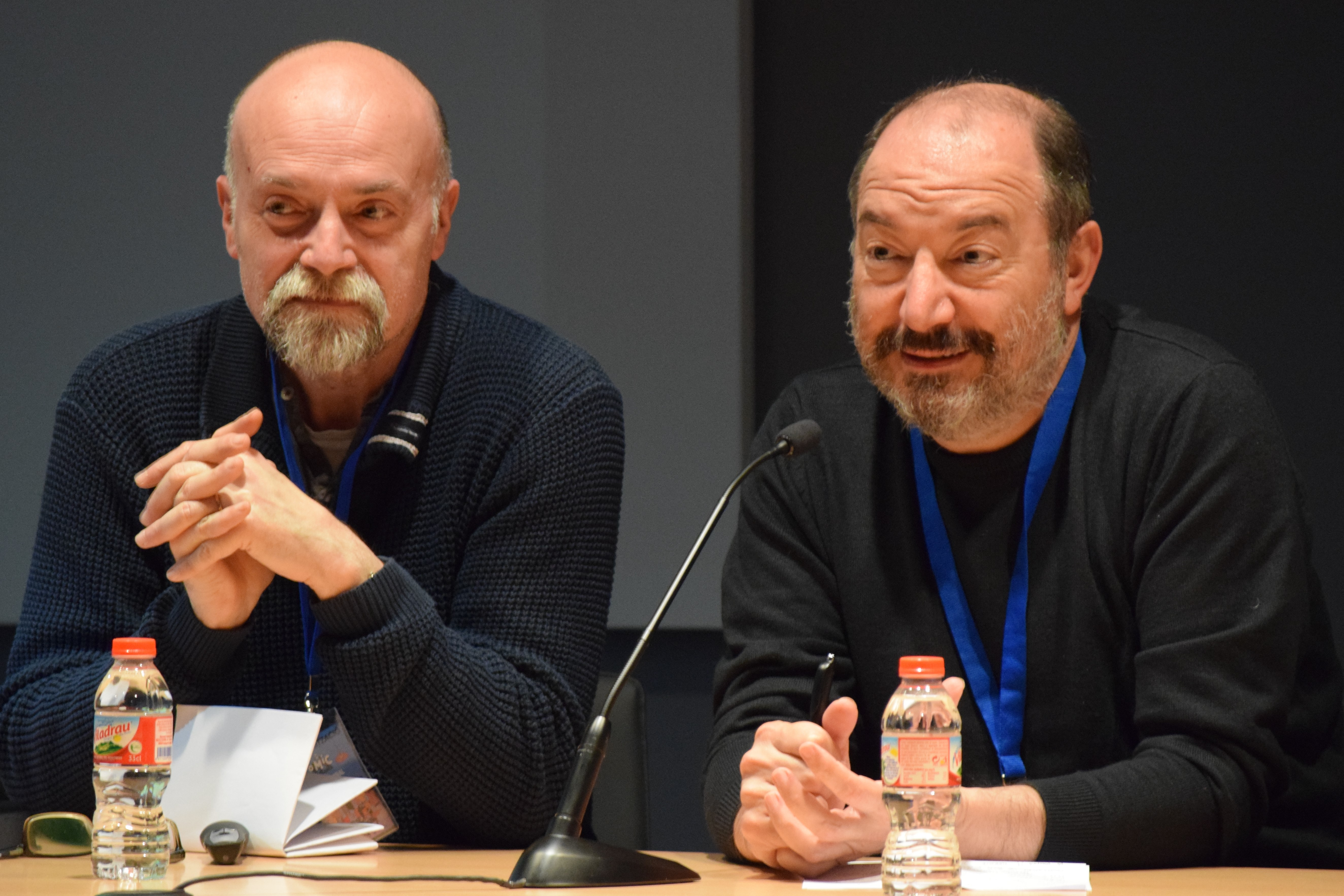
Toni Guiral amb Vicent Sanchis.
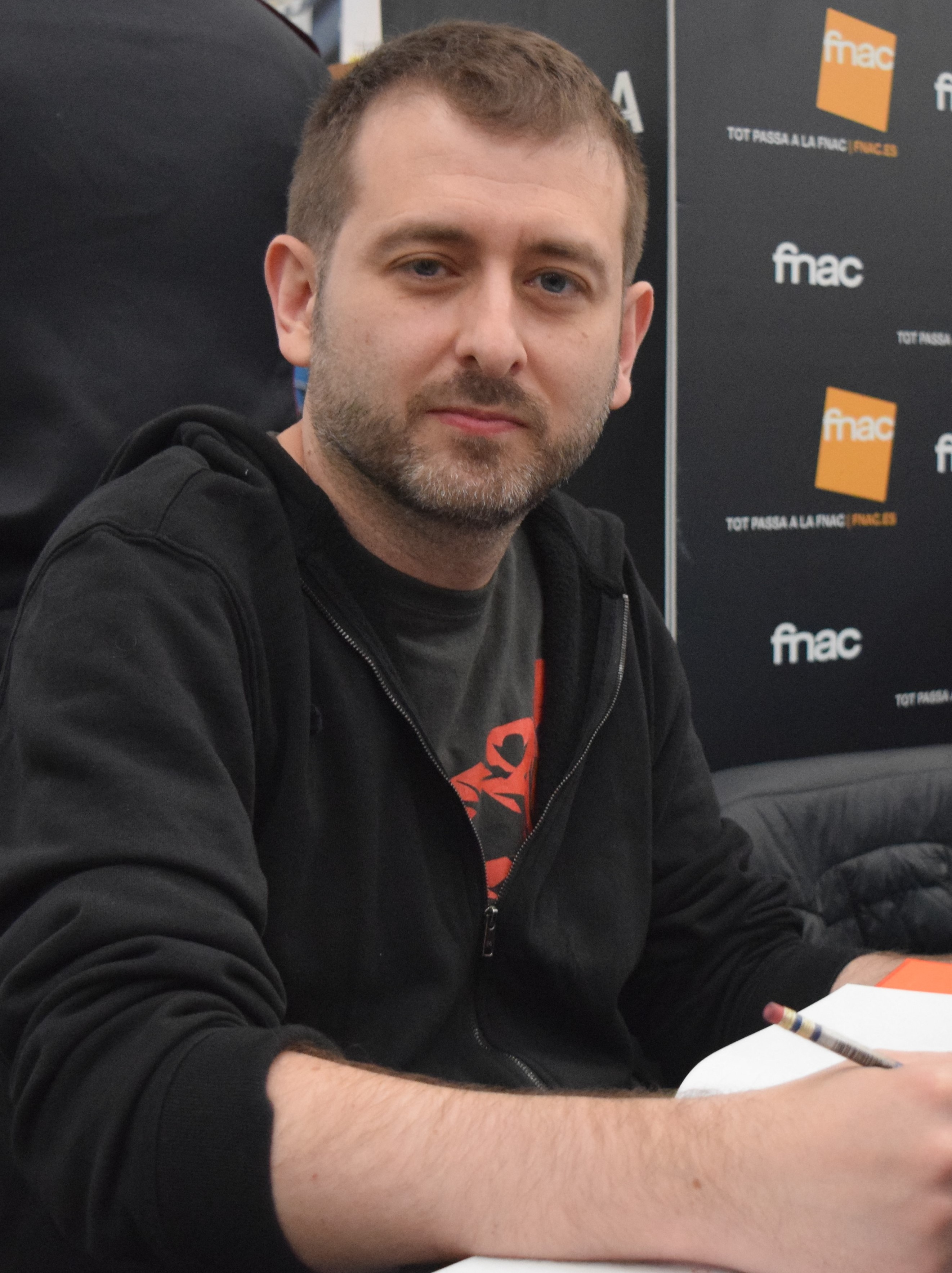
El dibuixant Víctor Santos.
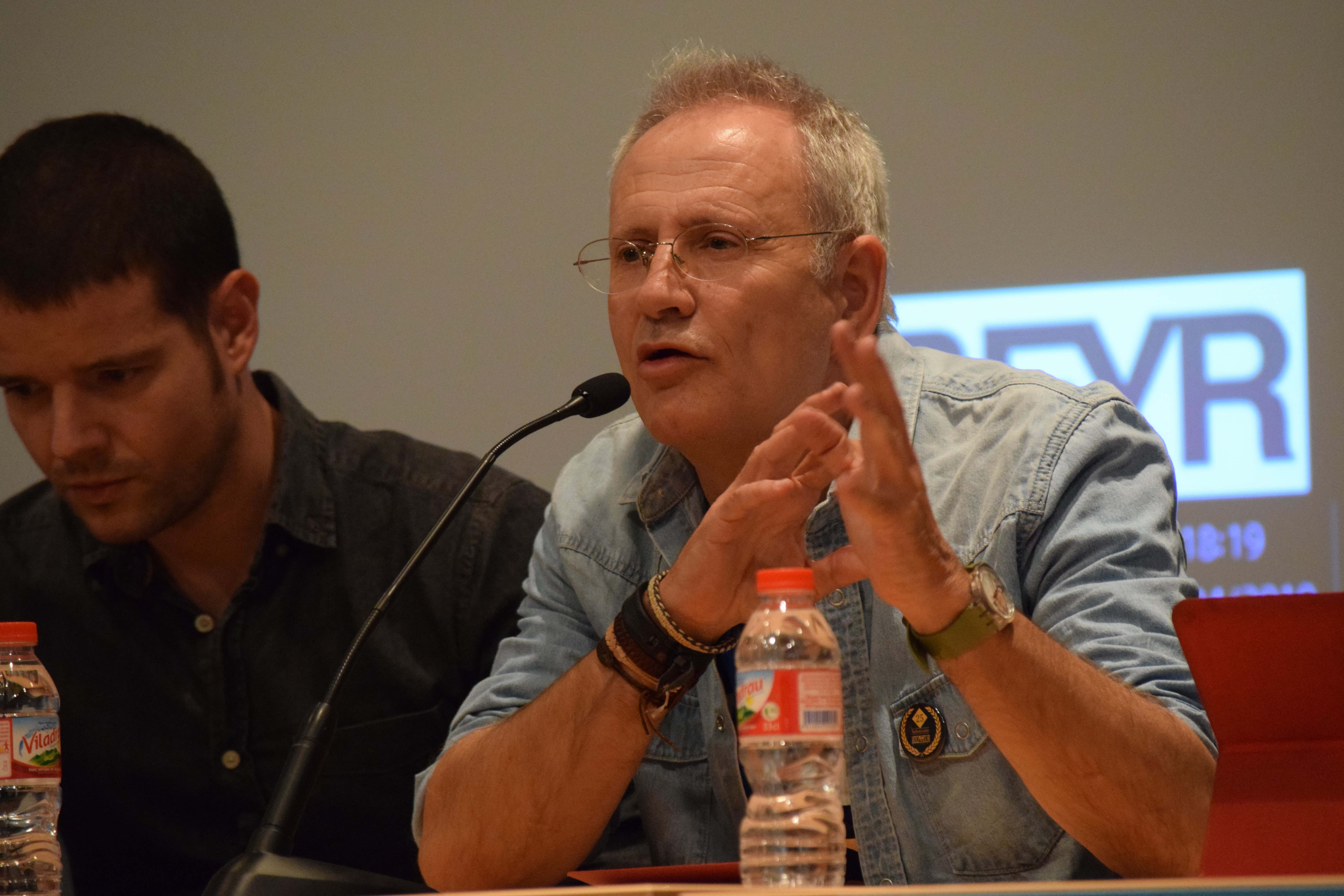
L'autor Ángel de la Calle.